# Ставрополь
Ста́врополь (от др.-греч. σταυρός «крест» + πόλις «город») — город на юге России, административный центр Ставропольского края и городского округа город Ставрополь. Культурный, деловой и промышленный (машиностроение, приборостроение) центр края. Один из крупнейших городов Северного Кавказа и Северо-Кавказского федерального округа.
По итогам проводившегося в 2013, 2015 и 2016 году Всероссийского конкурса на звание «Самого благоустроенного городского (сельского) поселения России» Ставрополь занял первое место в категории «Городские поселения (городские округа), являющиеся административными центрами (столицами) субъектов Российской Федерации».

## Этимология
Основан драгунами Владимирского полка и хопёрскими казаками в 1777 году как крепость Ставрополь. Это название отражает распространённую в Российской империи в конце XVIII века практику присвоения новым населённым пунктам псевдогреческих названий с формантом -поль — «город»: Ставрополь — «город креста».
Вопрос о причинах выбора названия является предметом дискуссий. По одной версии, оно возникло, поскольку крепость в плане имела форму вытянутого многоугольника, основой которого являлись две пересекающиеся оси, что напоминало крест. По другой версии, во время закладки фундамента крепости строители выкопали большой каменный крест. Это отражено не только в названии города, но и на его флаге и гербе. По третьей же версии, при определении мест под строительство крепостей Азово-Моздокской линии Ставропольская крепость была отмечена на карте не точкой, как все остальные крепости, а крестиком.
Название предложено князем Г. А. Потёмкиным, как считают, по преемственности от крепости Ставрополь (Святой Крест), основанной Петром I в 1722 году в устье реки Сулак, но в 1738 году срытой. Статус города Ставрополь получил в 1785 году. Город  имел расширенное название Ставрополь-Кавказский (Ставрополь Кавказский), отличавшее его от располагавшегося в Поволжье Ставрополя (последний в 1964 году был переименован в Тольятти). В 1935 году город был переименован в Ворошиловск в честь советского партийного и государственного деятеля К. Е. Ворошилова; название было отменено в 1943 году перед освобождением города от немецкой оккупации.

## Физико-географическая характеристика
Географическое положение
Ставрополь расположен на холмах и распадках в центральной части Предкавказья на Ставропольской возвышенности. Он находится в верховьях реки Ташла (бассейн Восточного Маныча), в 1450 км к югу от Москвы, на пересечении автодорог Ростов — Ставрополь, и Астрахань — Элиста — Невинномысск — Черкесск. Крайние высотные отметки — от 230 до 660 м над уровнем моря. Одна из улиц города носит название «45-я параллель», указывающее на её точное широтное положение. Таким образом, Ставрополь равноудалён от Северного полюса и от экватора. Также город расположен на одной из самых высоких точек Предкавказья, на водоразделе бассейнов Азовского и Каспийского морей, в середине между ними. Подобное расположение изначально придало городу важное геополитическое значение, которое довольно точно отражено в афоризме «Ставрополь — врата Кавказа».
Город занимает площадь в 171,7 км². Территория городского округа, в состав которой, помимо собственно города Ставрополя, входит территория хутора Грушёвый (41 га) и обширные межселенные территории (104,6 км²), составляет 276,689 км². Площадь застроенных земель — 127,870 км² или 46,2 % от общей площади городского округа по данным Управления федеральной службы государственной регистрации, кадастра и картографии. К территории городского округа относится находящееся за пределами городской черты Ставрополя Сенгилеевское водохранилище, площадь которого около 42 км². Водохранилище имеет важное хозяйственное значение, в частности, в водоснабжении города.
Территория Ставрополя вытянута с юго-запада на северо-восток на 24 км и с юга на север — на 16 км. Протяжённость границы города — 165,3 км. В 5 км находится город Михайловск.
Сегодняшний Ставрополь — это около 530 улиц общей протяжённостью более 700 километров, свыше 28 тысяч строений, из которых 23,8 тысячи — жилые, общей полезной площадью более 6,5 млн м². В городе 149 образовательных учреждений, в числе которых 20 высших, 36 лечебно — профилактических учреждений, из которых 21 городское, пять музеев, два театра, 20 массовых библиотек, 219 памятников истории, культуры, архитектуры и градостроительства.
Особенностью города является то, что лесные массивы примыкают вплотную к городской застройке. Площадь зелёных насаждений составляет 4494 гектара.

### Часовой пояс
Ставрополь находится в часовой зоне МСК (московское время). Смещение применяемого времени относительно UTC составляет +3:00.
В соответствии с применяемым временем и географической долготой средний солнечный полдень в Ставрополе наступает в 12:12.

### Климат
Ставрополь — южный город России, что определяет климатические особенности, в первую очередь количество солнечного тепла. Самый короткий день — 22 декабря продолжается в Ставрополе 8 ч 44 мин, а самый длинный — 22 июня — 15 ч 37 мин. Большое количество солнечного тепла (суммарная солнечная радиация 121,3 ккал/кв.см в год) определяет длительный вегетационный период, который составляет 160 дней с 22 апреля по 15 октября.
Город известен частыми сильными ветрами со скоростью 20—25 м/с. Самые ветреные месяцы — февраль и март, преобладают воздушные потоки западных и восточных направлений. Большую часть года в городе господствует континентальный воздух умеренных широт. Летом с ним связана сухая, жаркая, малооблачная погода. Зимой он поступает из Сибири и Казахстана и приносит морозную, сухую, ясную погоду. С Атлантического океана приходит влажный воздух умеренных широт, несущий осадки, летом — ливневые с грозами, зимой — снегопады. Арктический воздух с Баренцева моря сопровождается холодной, пасмурной погодой, а воздух с Карского моря обычно снижает температуру, усиливает ветры, вызывает волны холода. Во все сезоны возможно проникновение тропического воздуха, континентальный его тип приходит из Средней и Малой Азии, а также Ирана и приносит летом суховеи, осенью — бабье лето. Морской тропический воздух со Средиземного моря летом приносит душную, влажную погоду, зимой — оттепели, весной и осенью — потепление.
| Показатель | Янв.  | Фев.  | Март  | Апр.  | Май  | Июнь | Июль | Авг. | Сен. | Окт. | Нояб. | Дек.  | Год   |
| --- | ----- | ----- | ----- | ----- | ---- | ---- | ---- | ---- | ---- | ---- | ----- | ----- | ----- |
| Абсолютный максимум, °C                                                                                            | 16,7  | 20,9  | 30,2  | 35,0  | 32,5 | 36,3 | 38,5 | 39,7 | 37,3 | 34,2 | 24,8  | 22,0  | 39,7  |
| Средний суточный максимум, °C                                                                                      | 1,2   | 1,7   | 7,3   | 15,5  | 20,5 | 24,9 | 28,2 | 28,0 | 22,4 | 15,3 | 7,5   | 2,9   | 14,6  |
| Средняя температура, °C                                                                                            | −2,3  | −2,3  | 2,3   | 9,6   | 14,8 | 19,2 | 22,3 | 21,8 | 16,4 | 10,0 | 3,4   | −0,7  | 9,5   |
| Средний суточный минимум, °C                                                                                       | −5,1  | −5,3  | −1,1  | 5,1   | 10,0 | 14,5 | 17,1 | 16,5 | 11,8 | 6,3  | 0,5   | −3,5  | 5,6   |
| Абсолютный минимум, °C                                                                                             | −27,7 | −28,3 | −19,4 | −10,7 | −2,3 | 3,1  | 8,5  | 6,0  | −3,5 | −12  | −19,9 | −24,3 | −28,3 |
| Норма осадков, мм                                                                                                  | 29    | 28    | 34    | 44    | 66   | 80   | 58   | 43   | 47   | 49   | 45    | 33    | 556   |
| Источник: Погода и климат. // Pogoda.ru.net. Дата обращения: 11 мая 2020. Средние значения за период 1981—2010 гг. |       |       |       |       |      |      |      |      |      |      |       |       |       |

Среднегодовое количество осадков в Ставрополе составляет 663 мм, при этом в тёплый период выпадает 471 мм, а в холодный — 192 мм. Максимум приходится на июнь (192 мм), минимум — на февраль (28 мм).

## История

### XVIII век

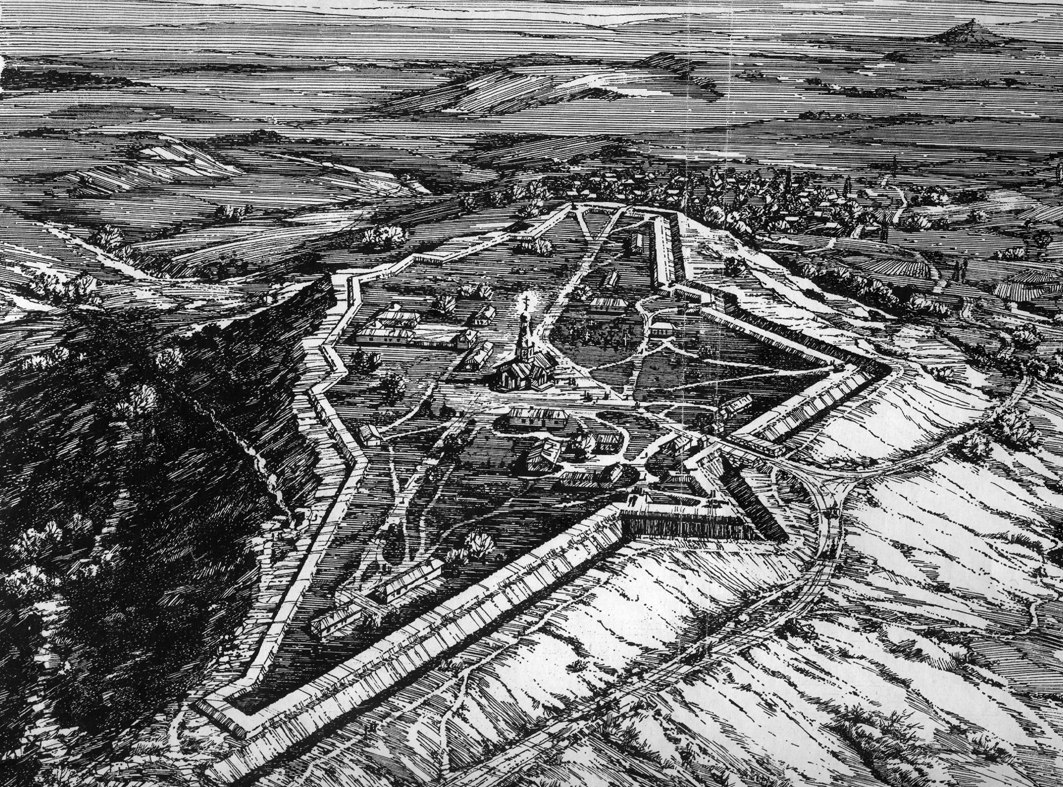
Ставропольская крепость с высоты птичьего полёта

Будущий город основан в 1777 как Московская крепость Азово-Моздокской укреплённой линии для охраны южных границ Российской империи, но из-за изменения нумерации крепостей крепость Московская с 22 ноября 1777 года переименована в Ставропольскую.
Самый первый из известных к настоящему времени план Ставрополя-Кавказского, датированный 1778 годом, показывает, что крепость строилась по всем правилам того времени. Она занимала площадь около 10 гектаров и имела форму многоугольника, вытянутого с юго-запада на северо-восток. Длина его продольной оси равнялась 700, а поперечной — 320 метрам.
Крепость была окружена валом и рвом. Высота вала составляла 1,8 метра, ров имел глубину около 3,5 метра и ширину от 6 до 9 метров.

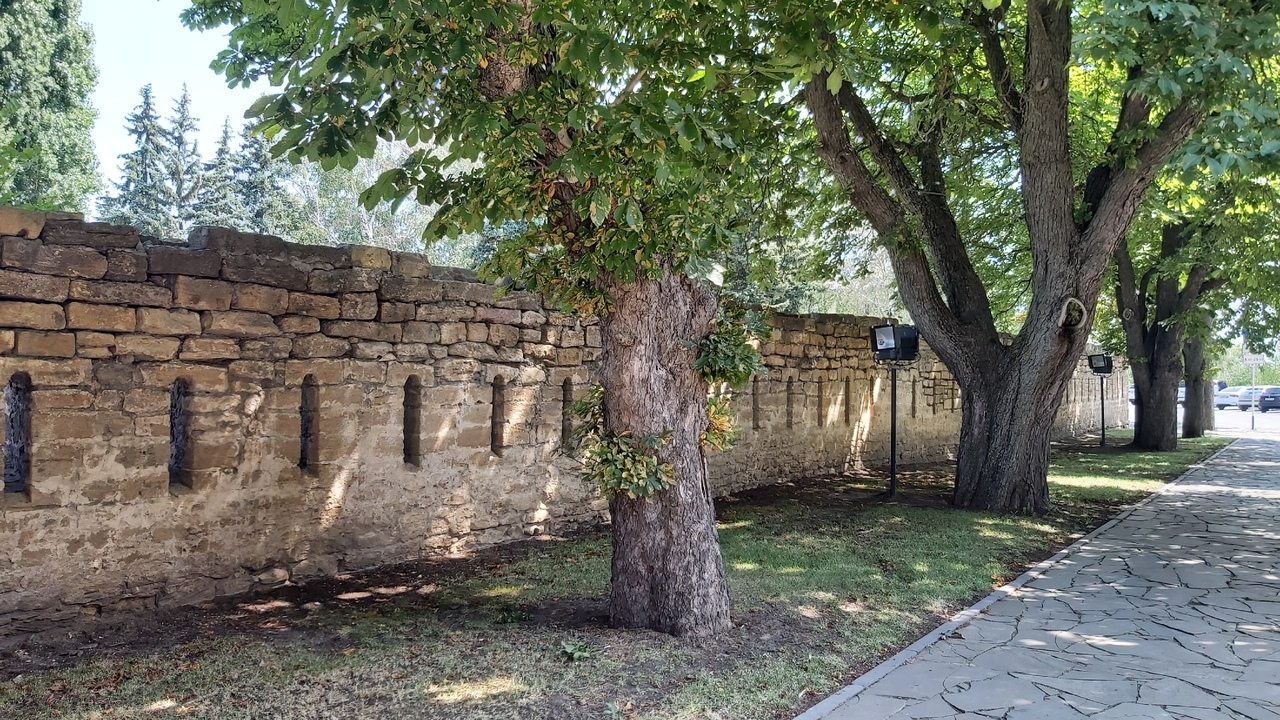
Крепостная стена Ставрополя

В стратегическом отношении выбор был удачен. Гора, занимающая господствующее положение на окружающей местности, с севера была ограничена глубокой балкой реки Ташлы. Она круто обрывалась на востоке к выровненной площади, где располагалась Ставропольская станица. С южной, наиболее опасной в то время стороны крепость защищали вытянутые с запада на восток речные балки Мамайки, Мутнянки, Желобовки. Один из ручейков, проходивший вблизи крепостных рвов, начинался от родников внутри квартала, ограниченного современными улицами: Советской, Дзержинского, Маршала Жукова и проспекта Октябрьской Революции. Через них и нижележащие кварталы он протекает и теперь, но уже в закрытом каменном русле. Второй, более южный, ручеёк начинался на участке, где теперь находится стадион «Динамо». Глубокий овраг, который находится между современными улицами Интернациональной и Кавалерийской, с запада ограничивал территорию, занятую постройками крепости, но расположенными вне её стен.
Практически повсеместно параллельно с возведением крепостей происходило строительство казачьих станиц. Так, уже в 1778 году в станице Ставропольской, где разместился штаб Хопёрского полка, насчитывалось 197 домов казаков и офицеров, гауптвахта, пороховой погреб, две лавки и ещё несколько строений. Отставные солдаты, как правило, основывали при крепостях слободки. Такая слободка существовала при Ставропольской крепости. В 1779 году в ней было поселено 332 отставных солдата, к 1782 году — 494.
В конце XVIII века Ставрополь соединила с Москвой новая почтовая дорога Большой Черкасский тракт.
В 1785 году поселение при крепости получило статус уездного города, в котором были учреждены присутственные места н магистрат (орган городского сословного правления). Первым бургомистром Ставрополя (1786) был купец Козьма Яковлев, ратманом (советником) — купец Карп Колесников.

### XIX век

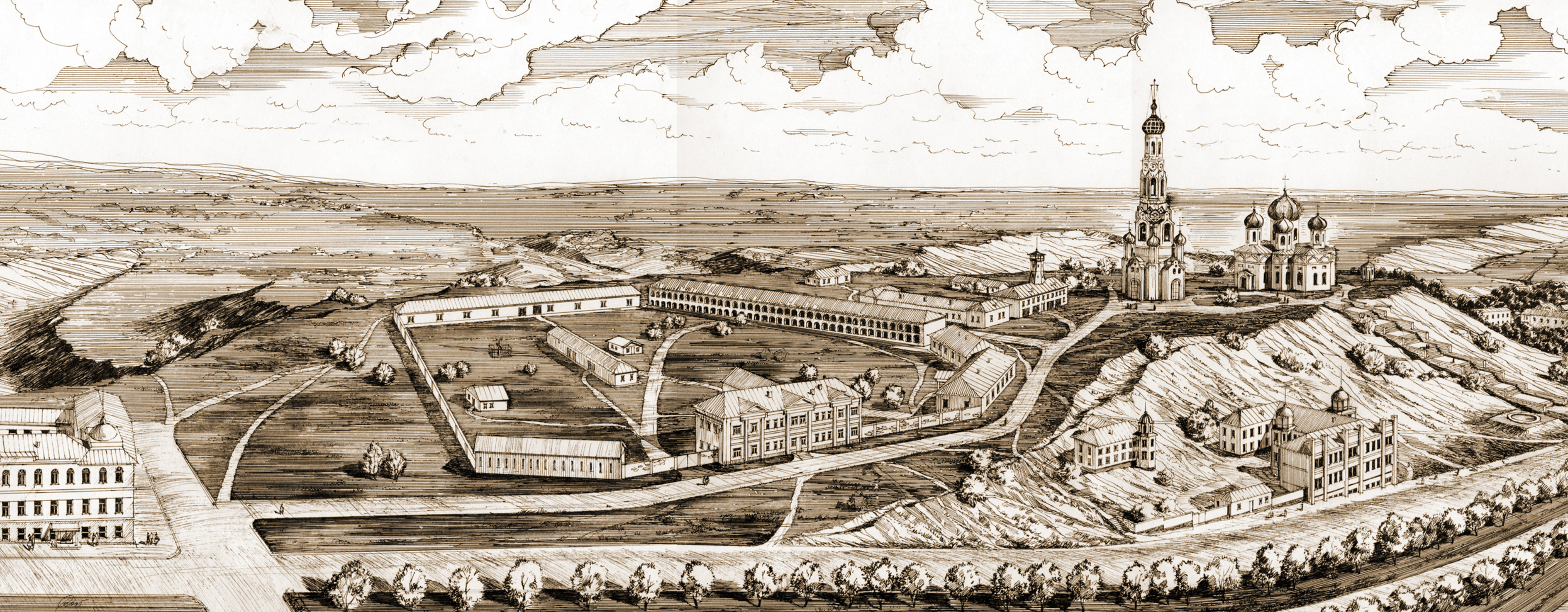
Ставропольская крепость в XIX веке

В 1804 году был учреждён Кавказский почтовый тракт: Старочеркасск, Ставрополь, Георгиевск вместо прежнего пути от Астрахани на Георгиевск. Позже в 1806 году был заключён контракт с Ильёй Волковым на почтовую «гоньбу»: на 16 почтовых станциях по тракту должно было находиться по 16 лошадей, а на Георгиевской — 24. Из Георгиевска шло почтовое сообщение с Константиногорском и возникшей у крепости Слободкой.
18 января 1808 года — первое заседание Ставропольской городской думы.
17 января 1811 года создан 1-й Кавказский линейный батальон, гарнизонное формирование на территории Ставрополя.
30 августа (11 сентября) 1811 года открылось первое Ставропольское уездное училище.
В 1822 году город стал центром Кавказской области.
6 сентября 1824 года генерал от инфантерии Ермолов пишет рапорт Александру I о необходимости перевода всех областных присутственных мест из Георгиевска в Ставрополь.
2 октября 1824 года Указом Александра I все областные присутственные места переводятся из Георгиевска в Ставрополь.
7 (19) июня 1831 года указом Кавказского областного правления в Ставрополе была образована пожарная часть.

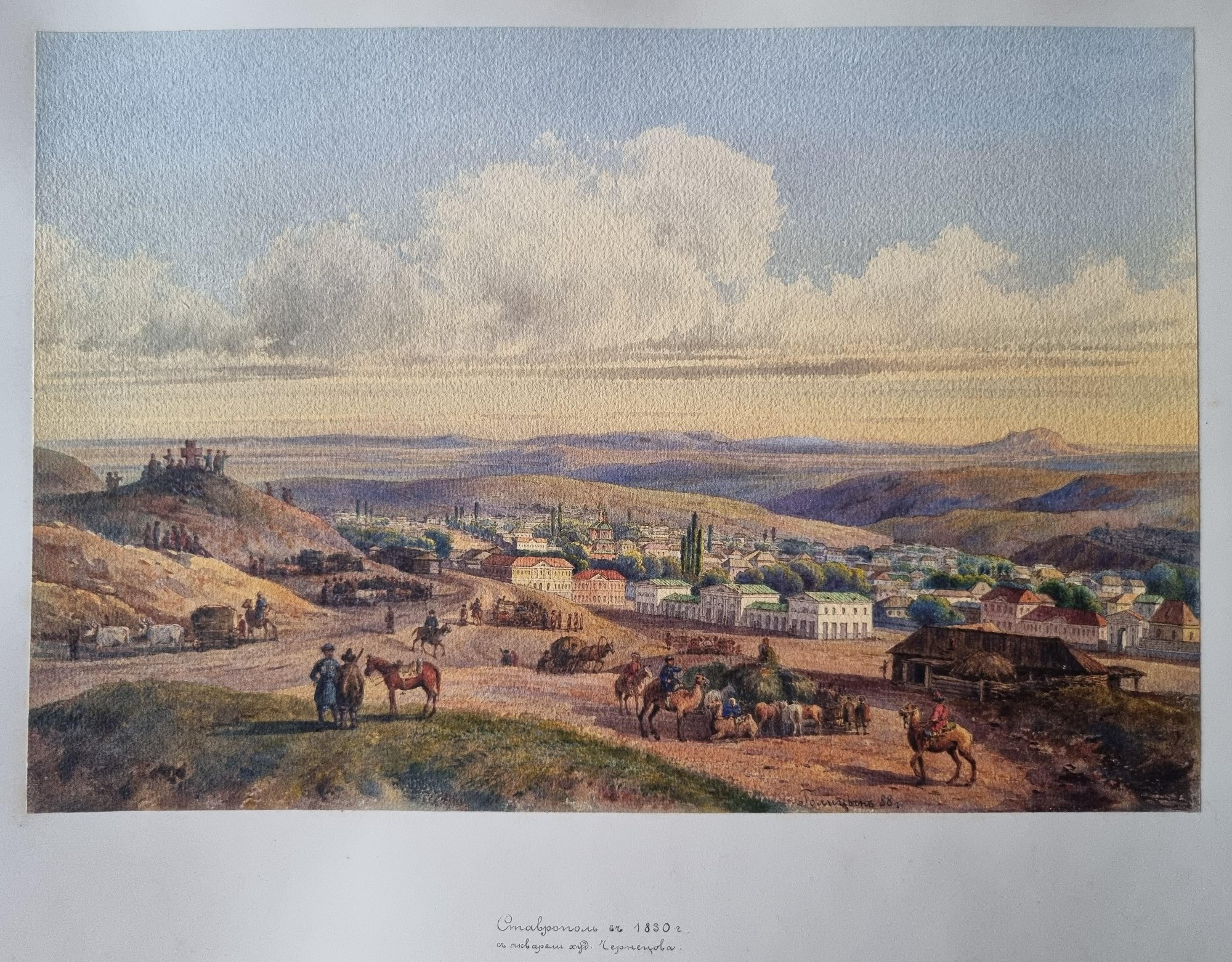
Вид Ставрополя. Черенцов Н. Г. (1830)

16-18 октября 1837 Николай I инспектировал территорию нынешнего Ставрополья. Путь его лежал через города Пятигорск и Георгиевск, станицу Александрийскую, села Сухая Падина, Александровское, Калиновское, Сергиевское, хутор Базовый, село Старомарьевское, город Ставрополь, села Верхнерусское, Московское, Донское, Безопасное, Преградное и Медвеженское. 18 октября в Ставрополе Николай I открыл первое на Кавказе среднее учебное заведение — Кавказскую областную мужскую гимназию (ныне проспект Карла Маркса, 82).
15 (27) декабря 1839 года начальник Кавказской области генерал-адъютант Граббе даёт разрешение о строительстве в городе Ставрополе водопровода.
В 1842 году Ставрополь становится центром новообразованной Кавказской епархии, а в 1847 году — преобразованной из Кавказской области Ставропольской губернии.
В 1862 году в Ставрополе открылись первые типографии Константина Ткачёва, а вслед за ней Виктора Григорьевича Науменко.
12 (24) января 1863 года в Ставрополе открылся первый телеграф, обеспечивший связь между Ставрополем и Тифлисом.
5 (17) октября 1863 года учреждён постоянный базар в верхней части города Ставрополя.
8 февраля 1872 года открылось Ставропольское Михайловское ремесленное училище (в честь великого князя Михаила Николаевича, наместника на Кавказе, брата императора Александра II).
20 мая 1899 года открылась библиотека-читальня имени В. Г. Белинского.

### XX век

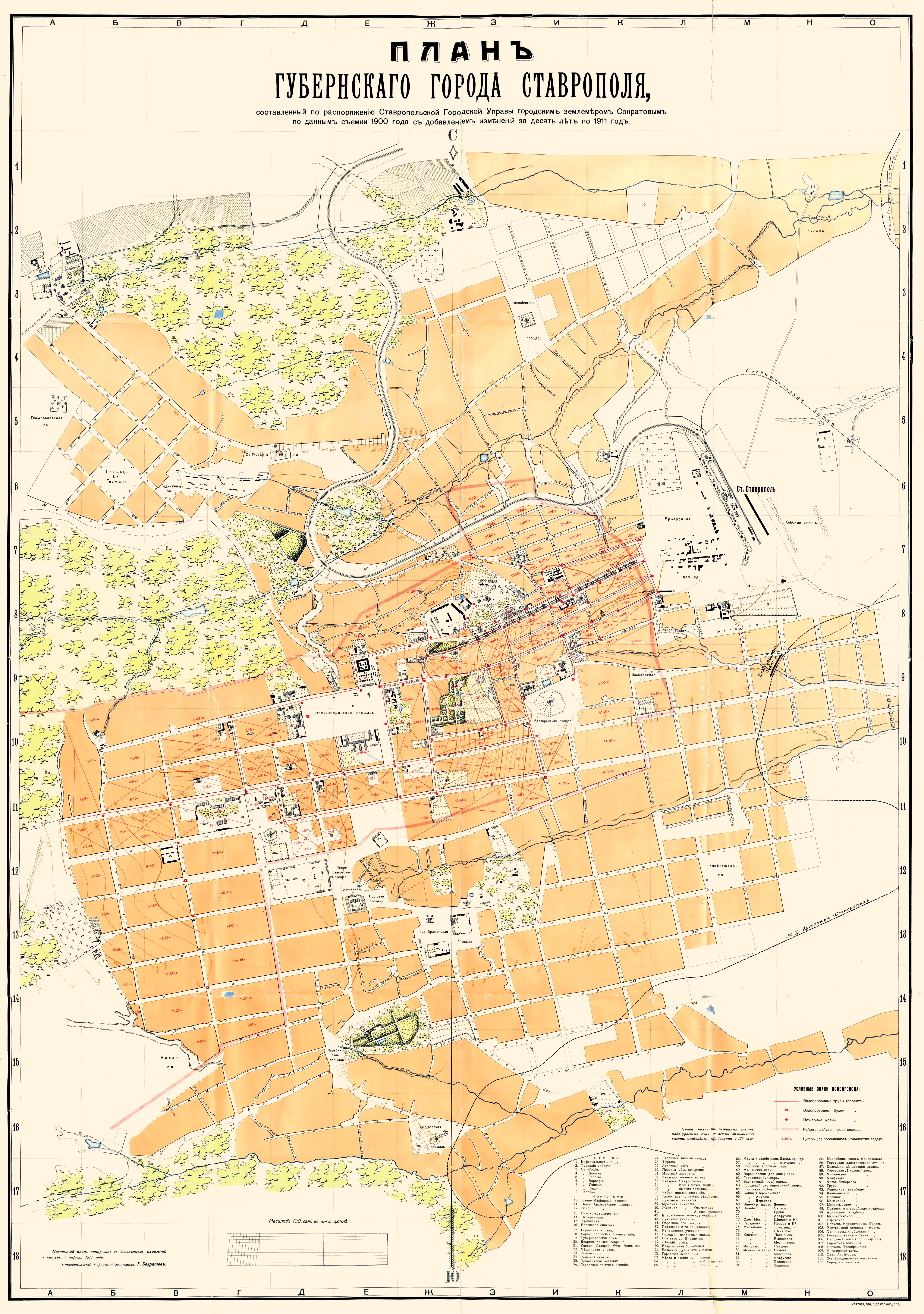
План Ставрополя. 1911 год

9 сентября 1901 года открыт приют для беззащитных детей.
28 февраля 1910 года был открыто первое на Ставрополье месторождение горючего газа.
26 сентября 1911 года на территории пустующих городских казарм прошла 1-я Ставрополь-Кавказская губернская выставка животноводства с сельскохозяйственным и промышленным отделами.
29 января 1916 года состоялась Художественная выставка.
В 1918 году город Ставрополь стал центром Ставропольской Советской Республики. В июле-октябре 1918 находился под контролем Добровольческой армии. После Ставропольского сражения вновь под контролем Добровольческой армии в ноябре 1918 — феврале 1920. Занят частями РККА 29 февраля 1920 года.
Постановлением ВЦИК от 2 июня 1924 года в составе образованной в феврале того же года Юго-Восточной области были созданы 9 округов, в том числе Ставропольский округ с центром в городе Ставрополе. Указанный округ был разделён на 10 районов, включая Ставропольский, центром которого также стал Ставрополь.
С октября 1924 года Ставрополь — административный центр одноимённых района и округа в составе Северо-Кавказского края.
В 1920-е годы в городе Ставрополе был создан ряд сельскохозяйственных кооперативов: артели «Нацмен», «Хорикос», «Единение»; сельскохозяйственное товарищество «Дружба»; животноводческое товарищество «Племкультура» и другие.
В августе 1930 года Ставропольский округ был упразднён, Ставрополь стал городом краевого подчинения в составе Северо-Кавказского края.
Постановлением ВЦИК СССР от 29.04.1935 г. «О пятнадцатилетии освобождения Ставрополя от белогвардейских банд» городу было присвоено название Вороши́ловск (в честь военачальника К. Е. Ворошилова).
В марте 1937 года Северо-Кавказский край был переименован в Орджоникидзевский (с 1943 года — Ставропольский), а 26 мая того же года центр края переведён из Пятигорска в Ворошиловск.
В 1938 году в Ворошиловске образованы три района: Кагановичский, Орджоникидзевский и Сталинский.
3 августа 1942 года немецкая авиация совершила 12 налетов на город. Наступление войск противника на город осуществлялось при поддержке 50 танков. В 19 часов краевой центр был занят немецко-фашистскими войсками. Организовать оборону города разрозненные советские части не сумели. 12 августа 1942 года 3500 евреев были вывезены в район аэродрома и расстреляны.

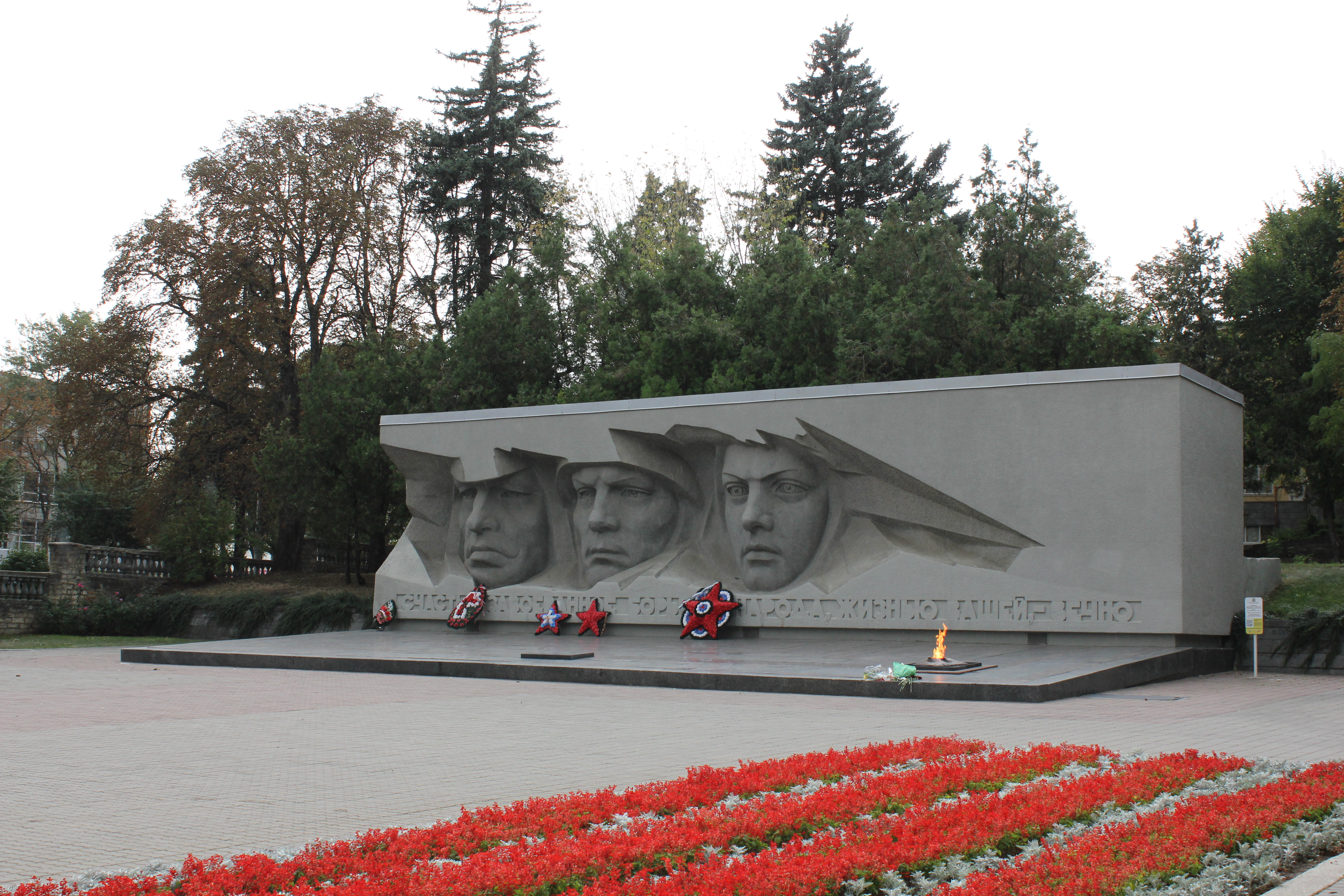
Мемориал участникам Гражданской и Великой Отечественной войн на Ставрополье

По данным, представленным помощником главного обвинителя от СССР на Нюрнбергском процессе Л. Н. Смирновым, нацисты впервые использовали «душегубки» на территории Ставропольского края. С этим фактом связана трагическая история уничтожения нацистами пациентов Ворошиловской (Ставропольской) психиатрической больницы. Сразу после занятия краевого центра оккупанты 5, 7 и 10 августа 1942 года в «душегубках» уничтожили 632 душевнобольных.
12 января 1943 года Орджоникидзевский край был переименован в Ставропольский, а город Ворошиловск — в Ставрополь. Прежнее название было возвращено городу с обоснованием «различие в наименовании краевого центра и края вызывает затруднения для учреждений и граждан».
21 января 1943 года, в ходе битвы за Ставрополь, город был освобождён от немецко-фашистских захватчиков.
9 марта 1943 года согласно постановлению ГКО от 27 февраля 1943 года крайкомом ВКП(б) принято постановление о развёртывании эвакогоспиталей: в Ставрополе на 300 коек, в Пятигорске на 4000 коек, в Кисловодске на 8000 коек, в Ессентуках на 5200 коек, в Железноводске на 1500 коек.
13 марта 1943 года горисполком утвердил список объектов, подлежащих восстановлению в первоочередном порядке. В их числе завод № 764 («Красный металлист»), электростанция, газодувная станция, водопровод, мясокомбинат, хлебозаводы № 1, № 2 и № 6, бани № 1 и № 2.
8 марта 1944 года постановкой спектакля «Русские люди» К.Симонова в Ставрополе возобновил работу крайдрамтеатр.
1 сентября 1944 года был отменён режим светомаскировки в городе. 2 октября 1944 года возобновились занятия в высших учебных заведениях города: педагогическом, сельскохозяйственном и медицинском институтах.
8 марта 1945 года по улице Комсомольской открыт новый роддом.
7 августа 1956 года в городе Ставрополе были упразднены городские районы — Кагановичский, Орджоникидзевский и Сталинский.

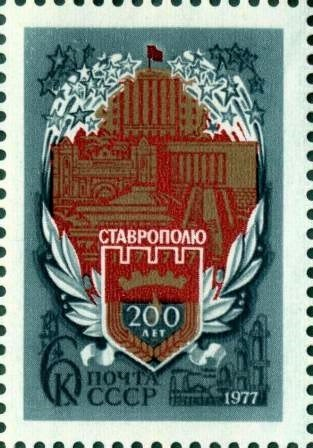
Почтовая марка СССР 1977 год. 200-летие Ставрополя

26 июня 1962 года в городе образованы Ленинский и Октябрьский районы города.
В 1963 году в подчинение Ленинского районного совета города Ставрополя передан рабочий посёлок Рыздвяный. Совет депутатов трудящихся города передан в подчинение Ставропольскому краевому промышленному совету депутатов трудящихся.
200-летие города было ознаменовано рядом важных для него решений. Помимо установки «Хопёрской палатки» на Крепостной горе, открытия новой площади и ряда других мемориальных мероприятий, была осуществлена его административная реорганизация. 12 апреля 1977 года в соответствии с Указом Президиума Верховного Совета РСФСР от 23 марта 1977 года был образован новый, Промышленный, район города Ставрополя, впоследствии — самый крупный по площади и численности населения. Также к 200-летию города фирмой «Мелодия» была выпущена грампластинка «Ставрополю 200 лет».
Кроме того, Указом Президиума Верховного Совета СССР от 7 июля 1977 года «за большие успехи, достигнутые трудящимися города Ставрополя в хозяйственном и культурном строительстве, отмечая их заслуги в революционном движении, в борьбе с немецко-фашистскими захватчиками в годы Великой Отечественной войны, и в связи с 200-летием со дня основания» город награждён орденом Октябрьской Революции.

### XXI век
В 2010 году в Ставрополе произошёл террористический акт организованный кавказскими боевиками.
В 2010-х Ставрополь неоднократно становился победителем Всероссийского конкурса на звание «Самого благоустроенного городского (сельского) поселения России» в категории «Городские поселения (городские округа), являющиеся административными центрами (столицами) субъектов Российской Федерации». В это время активно застраивается юго-западная часть города, строятся новые микрорайоны «Олимпийский» и «Перспективный».
В 2019 году Ставрополь стал местом проведения «Международной студенческой весны стран БРИКС и ШОС».

## Население
| 1822     | 1825     | 1837     | 1849     | 1850     | 1853     | 1856     | 1866     | 1873     | 1896     | 1897     | 1904     | 1909     | 1913     |
| -------- | -------- | -------- | -------- | -------- | -------- | -------- | -------- | -------- | -------- | -------- | -------- | -------- | -------- |
| 5000     | ↘3238    | ↗22 000  | ↘13 974  | ↗14 371  | ↗17 623  | ↘17 300  | ↗20 545  | ↗29 617  | ↗40 690  | ↗41 590  | ↗49 613  | ↗54 228  | ↗62 400  |
| 1916     | 1920     | 1923     | 1926     | 1931     | 1933     | 1937     | 1939     | 1956     | 1959     | 1961     | 1962     | 1967     | 1970     |
| ↗65 000  | ↘63 286  | ↘52 900  | ↗57 405  | ↘55 926  | ↗61 400  | ↗63 844  | ↗85 251  | ↗123 000 | ↗141 023 | ↗151 000 | ↗154 000 | ↗176 700 | ↗198 251 |
| 1973     | 1975     | 1976     | 1979     | 1982     | 1985     | 1986     | 1987     | 1989     | 1990     | 1991     | 1992     | 1993     | 1994     |
| ↗219 000 | ↗240 000 | →240 000 | ↗258 233 | ↗276 000 | ↗297 000 | ↗299 000 | ↗306 000 | ↗318 298 | ↗322 802 | ↗328 262 | ↗332 000 | ↗333 000 | ↗337 000 |
| 1995     | 1996     | 1997     | 1998     | 1999     | 2000     | 2001     | 2002     | 2003     | 2004     | 2005     | 2006     | 2007     | 2008     |
| ↗347 161 | ↘343 000 | ↗345 000 | ↘343 000 | ↗345 100 | ↗355 261 | ↘339 500 | ↗354 867 | ↗354 900 | ↗355 300 | ↗355 900 | ↗358 400 | ↗359 742 | ↗363 699 |
| 2009     | 2010     | 2011     | 2012     | 2013     | 2014     | 2015     | 2016     | 2017     | 2018     | 2019     | 2020     | 2021     | 2023     |
| ↗366 055 | ↗398 539 | ↗399 181 | ↗404 606 | ↗412 116 | ↗419 816 | ↗425 853 | ↗429 571 | ↗433 577 | ↗433 931 | ↗437 367 | ↗450 680 | ↗547 443 | ↗550 147 |
| 2024     | 2025     |          |          |          |          |          |          |          |          |          |          |          |          |
| ↗557 271 | ↗562 964 |          |          |          |          |          |          |          |          |          |          |          |          |

На 1 января 2025 года по численности населения город находился на 28-м месте из 1124 городов Российской Федерации.

### Численность населения по полу
В 1909 году 27 502 мужчины на 26 726 женщин.
По итогам переписи населения 2010 года проживали 183 402 мужчины (46,02 %) и 215 137 женщин (53,98 %).

### Национальный состав
По итогам переписи населения 2010 года проживали следующие национальности (национальности менее 1 %, см. в сноске к строке «Другие»):
| Национальность | Численность | Процент |
| -------------- | ----------- | ------- |
| Русские        | 345 601     | 86,72   |
| Армяне         | 17 821      | 4,47    |
| Украинцы       | 4089        | 1,03    |
| Другие         | 31 028      | 7,79    |
| Итого          | 398 539     | 100,00  |

По итогам переписи населения 2020 года проживали следующие национальности (национальности менее 1 % и другое, см. в сноске к строке «Другие»):
| Национальность | Численность, чел. | Доля     |
| -------------- | ----------------- | -------- |
| Русские        | 472 416           | 86,30 %  |
| Армяне         | 15 444            | 2,82 %   |
| Другие         | 59 583            | 10,88 %  |
| Итого          | 547 443           | 100,00 % |

## Административное деление

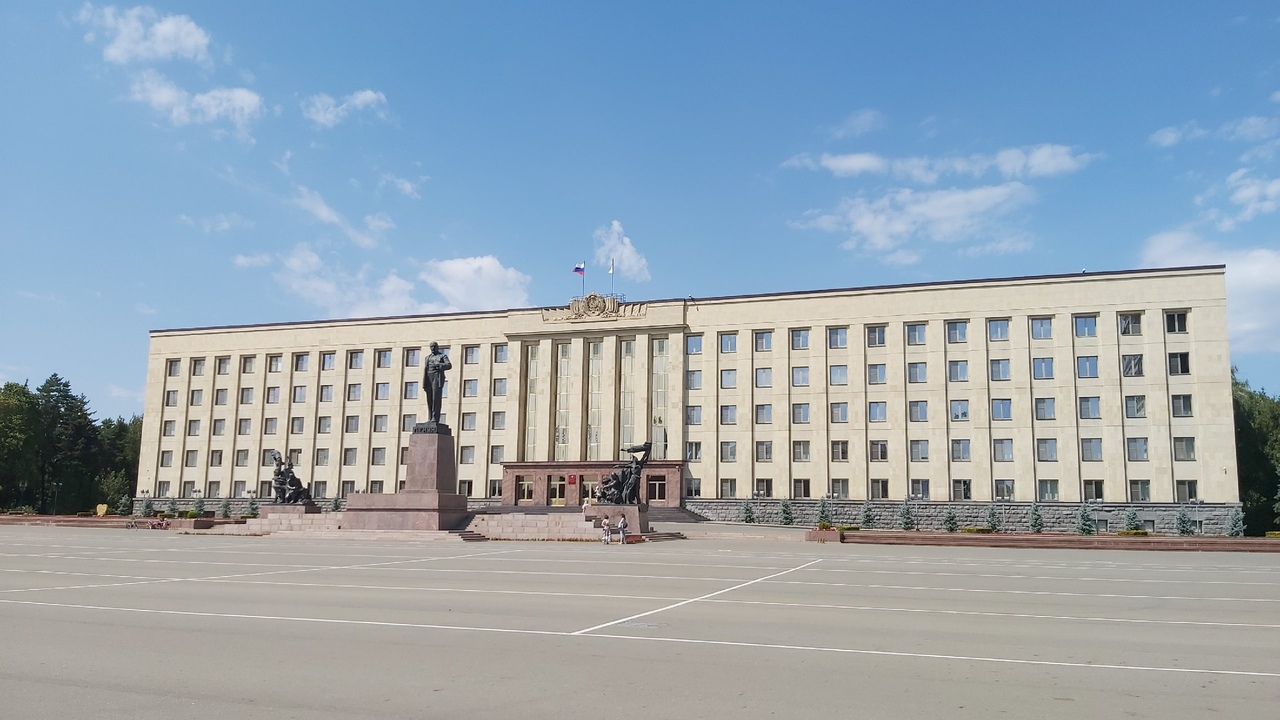
Правительство Ставропольского края. Площадь В. И. Ленина. Ставрополь

Город разделён на три района:
| Район              | Число микро- районов | Численность населения, чел. | Площадь, км² | Глава администрации        |
| ------------------ | -------------------- | --------------------------- | ------------ | -------------------------- |
| Ленинский район    | 12                   | 130 448                     | 56,01        | Алексей Владимирович Зорин |
| Октябрьский район  | 6                    | 103 185                     | 57,94        | Ломанов Алексей Алексеевич |
| Промышленный район | 15                   | 329 331                     | 165,99       | Дмитрий Юрьевич Семёнов    |

## Столичные функции
В Ставрополе размещаются резиденция губернатора, краевая дума и правительство Ставропольского края.

## Экономика

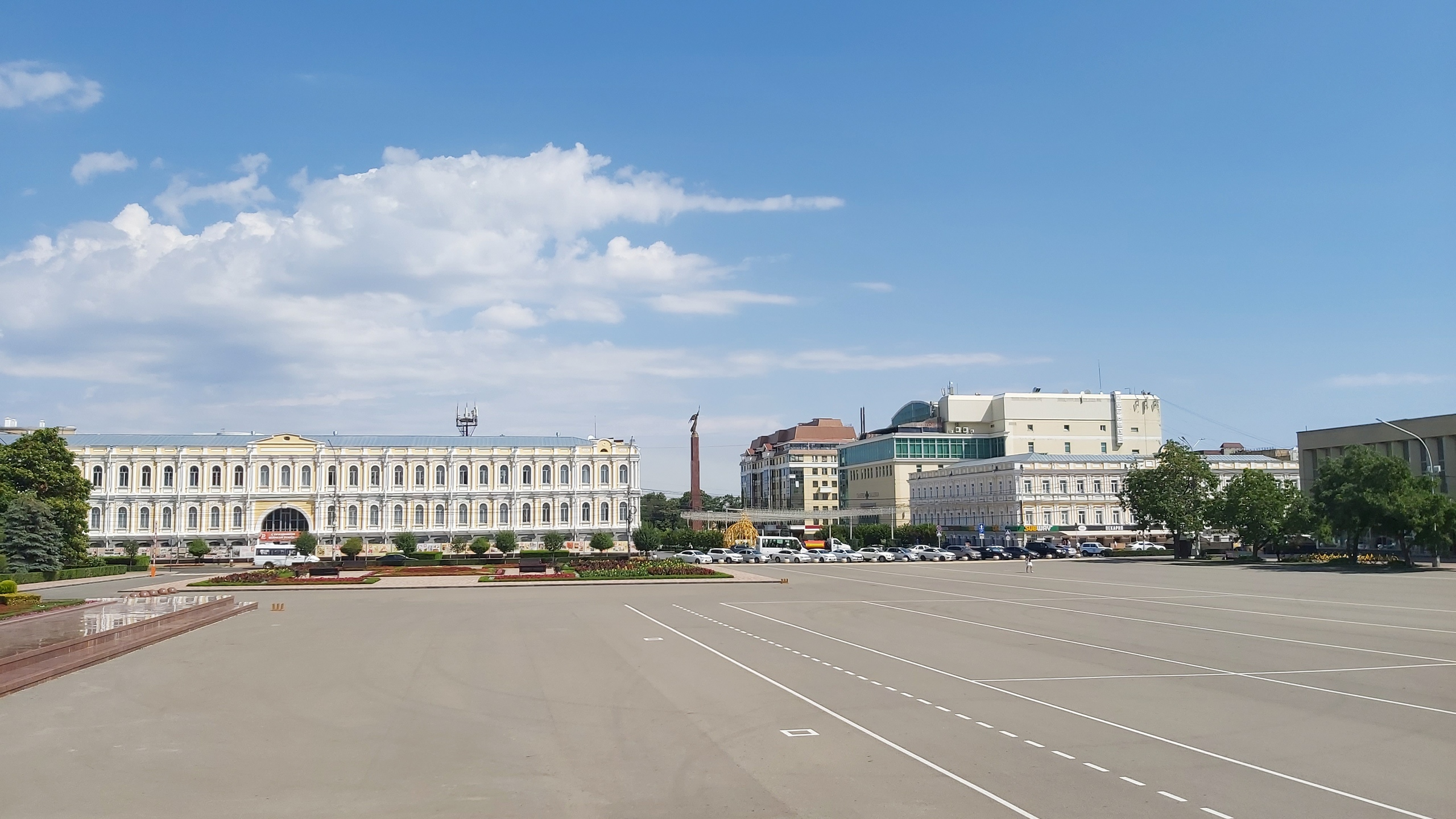
Центр Ставрополя

Сегодня экономическую основу современного промышленного потенциала города составляют более 400 предприятий. В структуре краевого промышленного производства доля Ставрополя составляет около 24 %.

### Промышленность
Основное место в структуре промышленного производства Ставрополя занимает машиностроение. Большую роль в экономике Ставрополя играет также производство радиоэлектронной аппаратуры, комплектующих для автомобилей, зарядных устройств, систем управления судов, систем защиты от электрохимической коррозии, измерительных инструментов, счётчиков электрической энергии. Производство пищевой продукции в стоимостном выражении составляет 35 % в структуре общего объёма промышленной продукции, производимой городом. Это различные продукты питания: колбасные изделия, консервы, мука, сыры, растительное и животное масло, пиво, алкогольные и безалкогольные напитки. Кроме того, в краевом центре выпускаются также продукты химии и высоких технологий.

### Машиностроение, металлообработка
- Завод «Автоприцеп-КамАЗ». Образован 26 мая 1971 года как Ставропольский завод автомобильных прицепов[130]. В 1976 году решением Министерства автомобильной промышленности СССР завод автоприцепов был перепрофилирован на производство прицепной техники к автомобилям «КамАЗ» и включён в состав Камского объединения[131]. В настоящее время закрыт[132].
- Завод «Красный металлист» — старейшее станкостроительное предприятие в России. Основано в 1902 году по инициативе немецкого инженера А. Г. Шмидта и при финансовой поддержке купца А. Т. Руднева[133]. Во время Великой Отечественной войны — завод № 764, производил авиабомбы «ФАБ-50» с ежемесячным планом выпуска 6 тысяч штук[57][134]. В 2008 году завод объявлен банкротом, а в 2011 году его имущество было продано[135]. В 2014 году прошли слушания по проектам застройки территории «Красного металлиста»[136].
- Ставропольский завод поршневых колец — «Стапри»
- Завод «Спецконструкция». Открыт 8 января 1965 года как Ставропольский авторемонтный завод (с 1974 года завод «Спецконструкций»)[137]

### Приборостроение
- Завод «Нептун». Открыт 20 марта 1971 года[56]
- «Оптрон-Ставрополь»
- Радиозавод «Сигнал»
- «Электроавтоматика». Образован 25 ноября 1958 года[138]
- «Концерн Энергомера». Образован 25 января 1994 года[139]

### Химия, биохимия
- «Ставропольская биофабрика». Основана 16 января 1896 года[140]
- Научно-производственный концерн «ЭСКОМ»
- ООО «Ставхим»
- «Аллерген» (филиал НПО «Микроген»). Основан 18 июня 1914 года как Бактериологическая лаборатория Ставропольского губернского земства. С 1918 года — Губернский санитарно-бактериологический институт. С 1940 — Институт эпидемиологии и микробиологии. С 1952 по 1988 год — Ставропольский научно-исследовательский институт вакцин и сывороток[141]

### Высокие технологии
- «Экситон»
- «ЛЮМ»
- Компания «Монокристалл» (входит в концерн «Энергомера») — один из мировых лидеров среди по производству материалов и компонентов для солнечной энергетики и светодиодной отрасли[142]. На 2018 год 50 % мирового рынка и искусственных сапфиров для светодиодов приходится на ставропольский завод. Более 90 % производимой им продукции отправляется на экспорт в 25 стран мира[143].

### Нефтегазовая индустрия
24 декабря 1956 года вступил в строй газопровод Ставрополь — Москва.
- «СтавГазСервис» предприятие основано в 2010 году
- «Газпром межрегионгаз Ставрополь»
- «Газпром трансгаз Ставрополь». Основан 11 февраля 1966 года как «Ставропольгазпром»[145]

### Другие направления
- Ставропольский завод «Спутник». Один из старейших производителей театральных кресел в России. Открыт 4 февраля 1930 года как Контора снабжения и ремонта управления «Киноснабремонт»[137]
- НПО «Ставмелиорация». Открыто 27 июля 1971 года как Ставропольский научно-исследовательский институт гидротехники и мелиорации
- АО «СтИЗ». Введено в эксплуатацию и выпустило первую продукцию 18 сентября 1961 года как Ставропольский инструментальный завод[29]
- Молочный комбинат «Ставропольский». Введён в эксплуатацию в 1928 году[146]
- ОАО «Ставропольмебель». Образовано 12 января 1930 года как артель «Коллективизация»[147]
- Мясоконсервный комбинат союзного подчинения. Упоминается в 1947 году[148]
- Трест «Ставропольуголь». Упоминается в 1945 году[148]

### Гостиницы

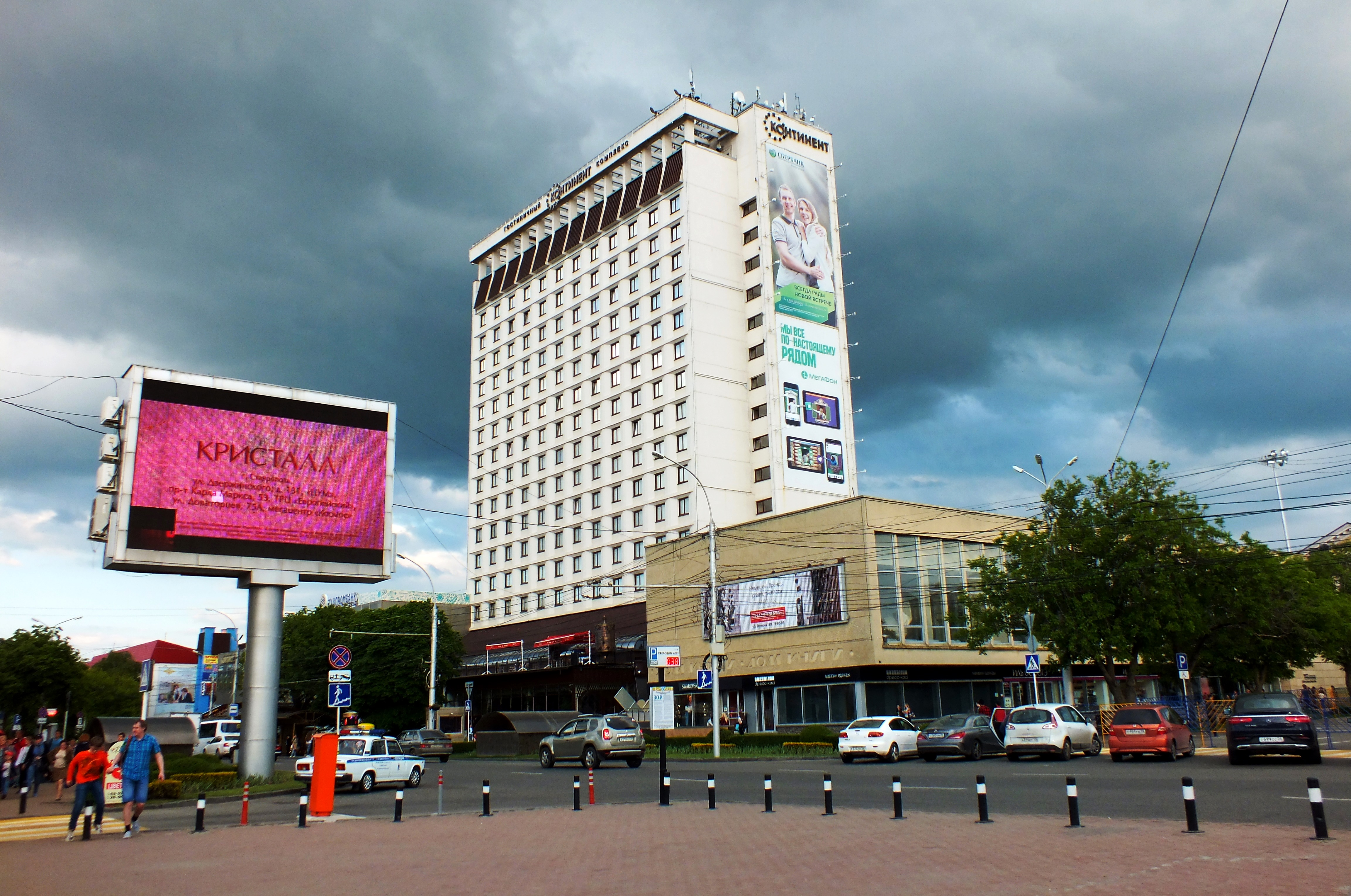
Гостиница Континент. Ставрополь

В Ставрополе в настоящее время действует большое количество гостиниц, в том числе несколько 4-звёздочных, таких как: «Евроотель», «Континент» и другие.

## Транспорт
Транспортная система Ставрополя состоит из систем воздушного сообщения, железнодорожного и автомобильного транспорта.

### Железные дороги
Бурное железнодорожное строительство второй половины XIX и начала XX веков не обошло и Северный Кавказ. Однако основная линия железной дороги Ростов — Кавказская — Армавир — Минеральные Воды — Владикавказ обошла Ставрополь стороной. Губерния остро нуждалась в возможности вывоза сельхозпродуктов в промышленные центры и черноморские порты. Поэтому в 1897 году была проложена ветка Кавказская — Ставрополь, но из-за установленных монопольно высоких цен она только сдерживала развитие Ставрополья. Выходом из данной ситуации стало строительство «Ставрополь-Туапсинской железной дороги».
1 октября 1916 года Ставрополь перестаёт быть железнодорожным тупиком, в нём работает два вокзала, первый тупиковый построенный АО «Владикавказские железные дороги» в 1897 году Ставрополь-Ростовский железнодорожный вокзал и второй построенный в 1916 году АО «Армавир-Туапсинской железной дорогой» Ставрополь-Туапсинский железнодорожный вокзал являющейся транзитным на участке Туапсе — Элиста.
В период Гражданской войны участок Армавир — Ставрополь очень пострадал, и Советское руководство сочло нецелесообразным его восстановление, так как железнодорожная развязка между этими двумя железными дорогами была построена в черте города, и всем поездам, двигавшимся с Петровского села, приходилось ехать через город. В связи с этим был запущен участок Михайловск — Старомарьевская, после чего второй вокзал оказался в стороне от основной дороги. Город вновь стал тупиком, в связи с этим тормозится его экономическое и культурное развитие, поэтому на многих уровнях все эти годы поднимается вопрос о соединении города железнодорожной веткой с Армавиром.
О существовании железной дороги напоминают мосты, насыпи, а также название целого района — Туапсинка.
В настоящее время в Ставрополе функционирует один вокзал — Ставрополь-Ростовский железнодорожный вокзал .
Напрямую из Ставрополя можно уехать в сторону Москвы (Павелецкий вокзал), поезд следует через Кропоткин, Ростов-на-Дону, Воронеж, Липецк, Елец, Ефремов (периодичность курсирования поезда на май 2020 года через день по нечётным); и в сторону Адлера, поезд следует через Михайловск, Изобильный, Передовой, Новоалександровск, Кропоткин, Белореченск, Туапсе, Лазаревское, Сочи (периодичность курсирования поезда на май 2020 года 1 раз в 4 дня)
Пригородное движение представлено дизель-поездами (рельсовыми автобусами РА1) Ставрополь — Палагиада и Ставрополь — Кавказская (Кропоткин). На май 2020 года имеется одна пара поездов Ставрополь — Кавказская (утром) и одна Ставрополь — Палагиада (вечером).
Согласно Стратегии социально-экономического развития Северо-Кавказского федерального округа до 2025 года ожидается строительство железнодорожной линии Ставрополь — Невинномысск в целях оптимизации транспортной связи города Ставрополя с курортной зоной города Минеральные Воды.

### Автомобильный транспорт
Через Ставрополь проходят федеральные автомобильные дороги Р216 Ставрополь — Элиста — Астрахань и 07Р-041 Ставрополь — Батайск.

### Внутригородской общественный транспорт
Городской транспорт представлен автобусами, маршрутными такси, такси, также в городе действует девять троллейбусных маршрутов. До середины 2000-х город имел 12 троллейбусных маршрутов, планируется их восстановление.
Проект ставропольского трамвая не был реализован из-за революции (сорвался третий проект). Однако, в настоящее время Генеральным планом предусмотрено строительство трамвайной сети, охватывающей все районы города.
- Автобусы представлены марками ПАЗ-3203, −3204, −3205, −4234, −320405-04 (Вектор NEXT). Имеются и другие модели.
- Троллейбусы — марками БТЗ—52764Р, ЗИУ—682Г.
- Маршрутные такси — марки «ГАЗель» и маршрутные такси зарубежного производства

### Пригородный и междугородный транспорт
В Ставрополе функционируют один автовокзал и три автостанции:
- Центральный автовокзал — рейсы на Черноморское побережье, в Москву, Санкт-Петербург, Астрахань, Волгоград, Элисту, Саратов, Прагу, в города Дагестана, Чечни, Карачаево-Черкесии, Ростовской области, Краснодарского края, по Ставропольскому краю.
- Автостанция № 1 — рейсы в курорты Ставропольского края (Пятигорска , Кисловодска, Ессентуков, Железноводска), города Ставропольского края (Минеральных Вод, Новопавловска, Невинномысска, Георгиевска, Зеленокумска, Лермонтова и др.), межобластные (Черкесска, Усть-Джегуты, Домбая, Теберды, Одессы, Москвы и др.).
- Автостанция № 2 — рейсы в ближайшие города и сёла Ставропольского края (Михайловска, Новоалександровска, Изобильного, Донского, Солнечнодольска, Рыздвяного и др.)
- Пригородная автостанция — рейсы в ближайшие посёлки Ставропольского края (Татарка, Михайловск, Московское, Надежда и др.)

### Воздушный транспорт
Воздушными «воротами» Ставрополя является международный аэропорт Ставрополь (Шпаковское).
Самый первый двухместный почтовый самолёт проследовал в середине ноября 1935 года по маршруту Ставрополь — Пятигорск, взлетев с только что открытого в Ставрополе аэродрома.
В Ставрополь летают самолёты нескольких авиакомпаний: «Ютэйр», «S7 Airlines», «Аэрофлот — Российские авиалинии», «Победа (авиакомпания)», «Red Wings».
Ежедневно из Ставрополя выполняются рейсы на Москву (аэропорты Внуково, Домодедово, Шереметьево).

## Образование

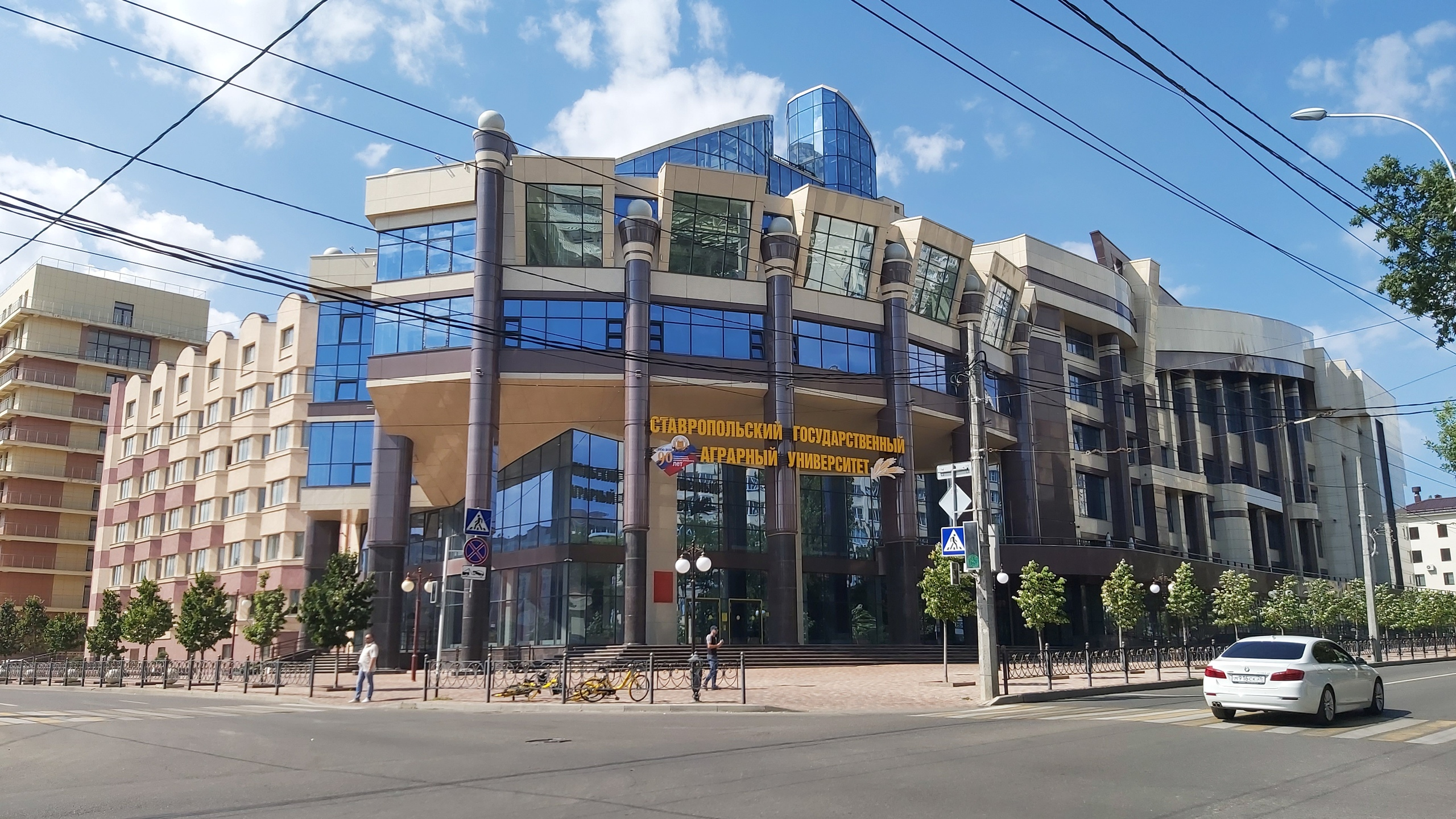
Ставропольский государственный аграрный университет

18 октября 1837 года в Ставрополе в присутствии императора Николая I открыта первая на Кавказе мужская классическая гимназия. Знаменательная веха в развитии просвещения на Кавказе, первое светское среднее учебное заведение, открывшее доступ к образованию уроженцам губернии. Из её стен вышли литераторы просветители, общественные деятели: Г. А. Лопатин, К. Л. Хетагуров, Н. Я. Динник, М. Ф. Фроленко, В. В. Шеболдаев и др.
В Ставрополе 20 высших учебных заведений, три из которых имеют статус университетов: Северо-Кавказский федеральный университет, Ставропольский государственный аграрный университет и Ставропольский государственный медицинский университет. Среднее образование представлено: четыре гимназии, семь лицеев, 12 школ с углублённым изучением различных предметов. В городе работают 69 детских дошкольных учреждений, из которых 57 — муниципальные, пять детских домов, 27 учреждений дополнительного образования. Кроме этого, профессиональную подготовку осуществляют 11 средних специальных учебных заведений. Ставропольский аэроклуб РОСТО, базирующийся на аэродроме Ставрополь (Хуторская) осуществляет подготовку лётчиков-спортсменов на самолётах Як-52, а также парашютистов-спортсменов всех разрядов.

## Научные учреждения
- Северо-Кавказский научно-исследовательский проектный институт природных газов
- Научно-исследовательский институт комплексного использования молока (НИИ КИМ)
- Ставропольский научно-исследовательский институт животноводства и кормопроизводства Россельхозакадемии
- Ставропольский научно-исследовательский противочумный институт Роспотребнадзора. Организован 24 декабря 1934 года как краевая противочумная станция[153]. С 1952 года научно-исследовательский институт Кавказа и Закавказья[154]
- Ставропольский ботанический сад имени В. В. Скрипчинского. Решение об организации краевого ботанического сада принято 16 сентября 1958 года[155]. Основан 22 января 1959 года[139].
- Северо-Кавказский федеральный научный аграрный центр. Начинался 12 марта 1912 года со Святокрестовского опытно-показательного поля[39].
- Центр агробиотехнологий, созданный при Институте аграрной генетики и селекции в 2023 году[156].

## Культура

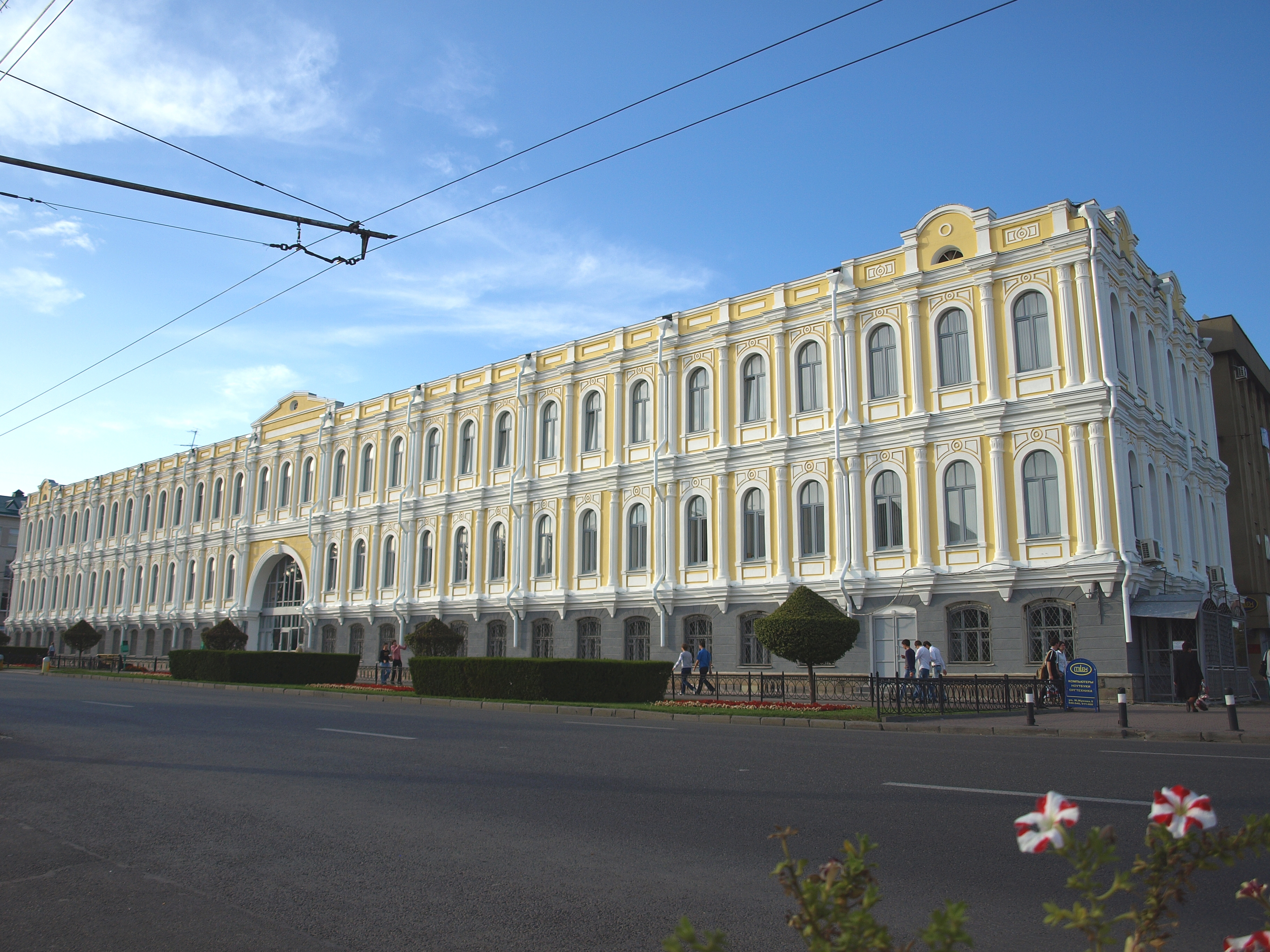
Ставропольский государственный музей-заповедник имени Г. Н. Прозрителева и Г. К. Праве

### Библиотеки
- Ставропольская краевая универсальная научная библиотека им. М. Ю. Лермонтова. Открыта 29 декабря 1852 года[157]
- Ставропольская краевая библиотека для молодёжи им. В. И. Слядневой[158] (до июня 2014 года Ставропольская краевая юношеская библиотека). Открыта 1 января 1978 года[159]
- Ставропольская краевая детская библиотека им. А. Е. Екимцева. Открыта 28 января 1956 года[56], по другим данным 10 июля 1955 года[41]. В 1993 году ей присвоено имя ставропольского поэта А. Е. Екимцева[34]
- Ставропольская краевая библиотека для слепых и слабовидящих им. В. Маяковского. Открыта 23 ноября 1962 года[160]
- Центральная городская библиотека имени Н. К. Крупской. Открыта 30 марта 1963 года[37]

### Музеи

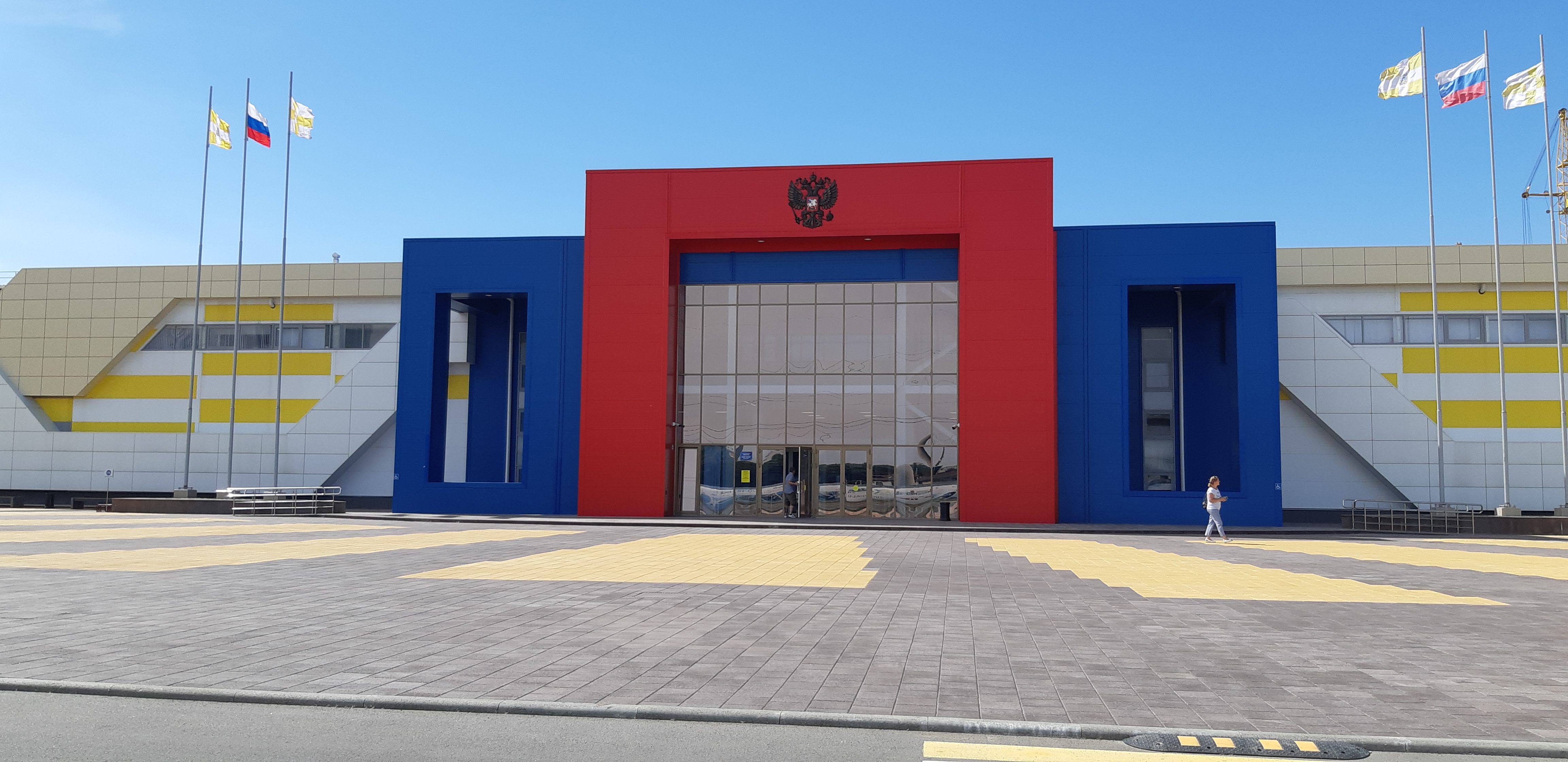
Исторический парк «Россия — моя история» в Ставрополе

- Ставропольский государственный историко-культурный и природно-ландшафтный музей-заповедник имени Г. Н. Прозрителева и Г. К. Праве города Ставрополя[161]
- Ставропольский краевой музей изобразительных искусств[162]. Образован 6 декабря 1961 года[163].
- Ставропольский музей истории казачества[164]

Музей истории казачества был открыт в 2000-м году по инициативе руководителей Терского казачьего войска и с 2002 года является филиалом Ставропольского государственного краеведческого музея им. Г. Н. Прозрителева и Г. К. Праве. В основу экспозиции музея легла частная коллекция потомственного казака, атамана городского казачьего общества В. А. Есаулова.
- Музей Великой Отечественной войны 1941—1945 годов «Память»[166]

Музей начал свою деятельность в 1990 году как клуб «Память», затем стал музеем Боевой славы, а с 2000 года имеет статус муниципального образования культуры. Экспозиция музея содержит подлинные документы и оснащена современным оборудованием
- Музей-усадьба В. И. Смирнова с мемориалом К. Л. Хетагурова[168]. Открылся после реконструкции в 2018 году[169]

- Библиотека-музей имени И. А. Бурмистрова[170]. Открыта 14 декабря 1946 года как библиотека-читальня[171]

- Музей «Мир шкатулок»[172]

- Музейно-выставочный комплекс «Россия — моя история»

Исторический парк-музей открылся в Ставрополе 5 сентября 2017 года и на этот момент стал четвёртым в стране и первым на юге России музеем в рамках всероссийского проекта «Россия — моя история», старт которому был дан в декабре 2015 года в 57-м павильоне ВДНХ в Москве. Экспозиция музея состоит из 900 мультимедийных стендов, мониторов и проекторов, формирующих единый «живой» учебник истории, а весь комплекс занимает площадь в 8 гектаров с 14-метровым памятником князю Владимиру, большим открытым амфитеатром, зонами отдыха, малыми архитектурными формами.

### Дворцы культуры, дома культуры
- Ставропольский Дворец культуры и спорта (1462 места)[174]. Открыта 22 мая 1985 года как Дворец культуры и спорта профсоюзов[41]
- Ставропольский краевой Дом народного творчества. Открыт 13 июня 1941 года Дом народного творчества[29]
- Ставропольский Дворец детского творчества (750 мест). Открыт 22 февраля 1936 года как Дом пионеров и школьников[56]. В современном здании (строилось как краевой дом политпросвещения, но было передано дому пионеров) находится с 22 февраля 1987 года[175]
- Ставропольский городской Дом культуры (150 мест)
- Дом культуры «Ставрополец» (163 места)
- Дом культуры «Мир» (135 мест)
- Киноклуб «Пионер» (80 мест)
- Киноклуб «Чапаевец» (40 мест)

### Театры

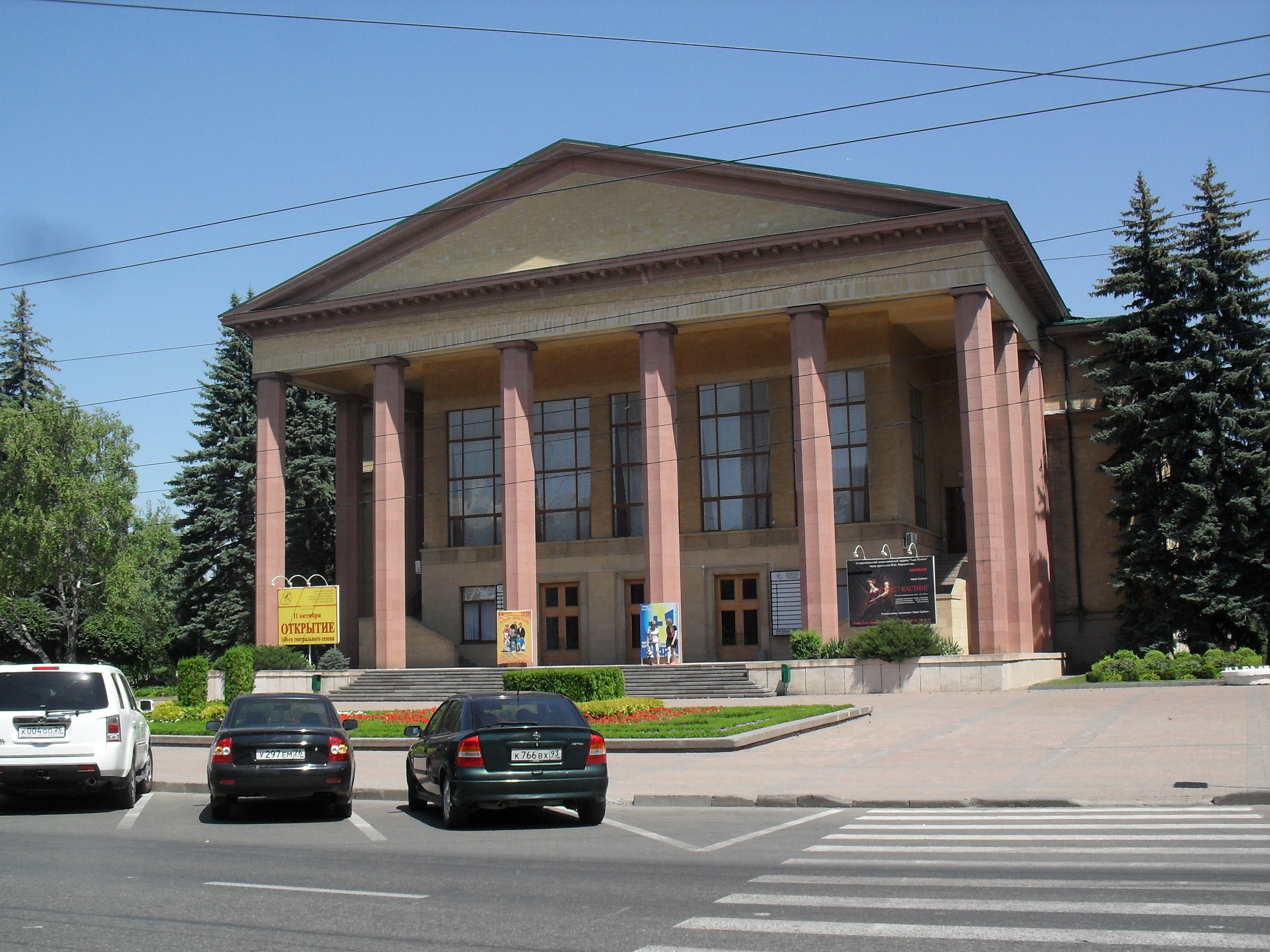
Академический театр имени М. Ю. Лермонтова. Ставрополь

- Ставропольский академический театр драмы имени М. Ю. Лермонтова (650 мест)
- Ставропольский краевой театр кукол
- Театр-студия «Слово» им. Владимира Гурьева (Ставропольский Дворец детского творчества)
- Театр музыкальной комедии. Открыт в 1943 году по адресу проспект Ворошилова, 39 (ныне проспект Октябрьской Революции)[176]. В 1949 году театр переведён в Пятигорск[177].
- Ставропольский муниципальный литературно-музыкальный театр «Гармония» имени Г. П. Пухальской. Открыт в 1994 году[43].

- Ставропольская краевая филармония (469 мест)
- Ставропольский государственный цирк (1746 мест)[178][179]
- Органный зал (100 мест)
- Центр современного искусства[180]
- Ставропольский краевой зооэкзотариум
- Ставропольское книжное издательство. Основано 15 января 1936 года[56]

### Концертные организации
- Концертно-творческое объединение «Аккорд»
- Казачий ансамбль песни и пляски «Вольная степь»[181]
- Ансамбль «Казачий пикет»[182]
- Государственный казачий ансамбль песни и танца «Ставрополье»
- Ансамбль песни и пляски «Пограничник Кавказа» Краснознамённого Северо-Кавказского пограничного управления Федеральной службы безопасности Российской Федерации

### Известные музыкальные коллективы
- Автор-исполнитель Игорь Шиянов (хиты «Два лебедя», «Тишина»)[183][184][185]
- Поп-группа Градусы основанная в 2008 году. Лауреаты премии «Золотой граммофон», премии Муз-ТВ 2017 («Лучшая поп-группа»)
- «Dimoss Саранча»
- Рэп-группа Крёстная семья.

### Парки культуры и отдыха
- Парк культуры и отдыха «Центральный»
- Парк культуры и отдыха «Победа»

### Кинотеатры
В городе находятся 10 кинотеатров:
- «Атлантис» (194 места)
- «Мир» — закрыт
- «Октябрь» (3D-кинотеатр) (два зрительных зала — 295 и 108 мест). Основан в 1907 году как кинотеатр «Биоскоп». В 1981 году его здание было признано памятником архитектуры[188]. С 2018 года кинотеатр временно закрыт[189].
- «Орлёнок». Открыт в начале XX века как кинотеатр «Солей». В советское время получил название «Гигант». В 1970-х годах кинотеатр «Гигант» после реконструкции был переименован в «Орлёнок» и стал специализированным детским. В настоящее время закрыт[190].
- «Пионер» — закрыт
- «MAX Салют». Построен в 1987 году в честь 70-летия Октябрьской революции[191]. Открылся в 2017 году после реконструкции[192].
- «Кино MAX» (сеть кинотеатров «Киномакс») (3D-кинотеатр) (7 зрительных залов).
- «Синема Парк» (сеть кинотеатров «Синема Парк») (3D-кинотеатр IMAX) (8 зрительных залов)
- «Ставрополец» — 150 мест
- «Чапаевец» — закрыт
- «Этажи»

### Выставочные центры
- Специализированный выставочный комплекс «Прогресс»
- Выставочный центр «Ставрополье»

### Творческие союзы
- Ставропольский региональный Союз дизайнеров
- Ставропольское региональное отделение Общероссийской общественной организации «Союз российских писателей»
- Ставропольское краевое отделение Общероссийской общественной организации «Союз писателей России»
- Ставропольское краевое отделение общественной организации «Союз театральных деятелей Российской Федерации»
- Ставропольская краевая организация Всероссийской творческой общественной организации «Союз художников Российской Федерации»
- Ставропольское региональное отделение общественной организации «Союз фотохудожников России»

## Здравоохранение
- Краевая клиническая больница (до 2013 года — Краевой клинический центр специализированных видов медицинской помощи). Открыта в 1913 году как городская больница. С конца 1947 года стала краевой клинической больницей[193][194]. Включает, в том числе, краевой офтальмологический диспансер (открыт 4 января 1950 года[137])
- Краевая детская клиническая больница
- Краевая клиническая инфекционная больница. Открыта 1 августа 1953 года[195].
- Краевая клиническая психиатрическая больница № 1[196]
- Краевая клиническая станция скорой медицинской помощи. Открыта 13 августа 1921 года[29]
- Краевая станция переливания крови. Открыта в 27 февраля 1943 года в переданном для этой цели здании детского сада № 14[197]
- Краевой геронтологический центр[198]
- Краевой детский санаторий «Дружба» для больных лёгочным туберкулёзом[199]. Открыт 9 января 1951 года[195]
- Краевой клинический кардиологический диспансер[200]. Открыт 1 марта 1986 года[201]
- Краевой клинический кожно-венерологический диспансер[202]
- Краевой клинический консультативно-диагностический центр[203]. Открыт в 1989 году[204]
- Краевой клинический многопрофильный центр. Открыт в 2018 году[205]
- Краевой клинический наркологический диспансер
- Краевой клинический онкологический диспансер[206]. Открыт 30 апреля 1945 года[41]
- Краевой клинический противотуберкулёзный диспансер. Открыт 14 октября 1935 года[41]

- Краевой эндокринологический диспансер
- Краевой клинический перинатальный центр № 1. Открыт 19 мая 1938 года[207]
- Краевой медицинский центр амбулаторного диализа
- Краевой клинический специализированный уроандрологический центр
- Краевой лечебно-реабилитационный центр
- Краевой центр лечебной физкультуры и спортивной медицины[208]
- Краевой центр по профилактике и борьбе со СПИД и инфекционными заболеваниями[209]
- Краевой центр общественного здоровья и медицинской профилактики
- Краевая клиническая стоматологическая поликлиника «Квинтэсс». Открыта 25 ноября 1950 года как зубопротезное отделение краевой больницы[147]
- Краевой санаторий «Дружба» для детей, больных туберкулезом органов дыхания
- Городская клиническая больница № 2
- Городская клиническая больница № 3[210]. Открыта 5 декабря 1971[56] (по другим данным — 1 ноября[211])
- Городская клиническая больница скорой медицинской помощи[212]. Открыта 23 декабря 1982 года как городская клиническая больница № 4[193]
- Городская детская клиническая больница имени Г. К. Филиппского
- Городская поликлиника № 1. Открыта 11 мая 1960 года[147]
- Городская поликлиника № 2
- Городская поликлиника № 3
- Городская клиническая поликлиника № 6[213]. Открыта 10 апреля 1976 года[56]
- Физиотерапевтическая поликлиника. Открыта в 1924 году[43]
- Городская детская поликлиника № 1. Открыта 14 декабря 1960 года[147]
- Городская детская клиническая поликлиника № 2
- Городская детская поликлиника № 3[214]
- Городская стоматологическая поликлиника № 1
- Городская стоматологическая поликлиника № 2
- Городская детская стоматологическая поликлиника[215]
- Городская консультативно-диагностическая поликлиника. Открыта 21 сентября 2001 года[56]
- Детский санаторно-оздоровительный центр «Лесная поляна»[216]
- Центр общей врачебной (семейной) практики[217]
- Медико-санитарная часть МВД
- Медико-санитарная часть № 26 ФСИН
- Специализированный дом ребёнка для детей с органическим поражением центральной нервной системы, с нарушением психики. Открыт 1 июня 1923 года как Дом младенца[218]

## Спорт
Профессиональные и любительские спортивные клубы Ставрополя
| Команда                     | Вид спорта                         | Стадион                                        | Примечание                                         |
| --------------------------- | ---------------------------------- | ---------------------------------------------- | -------------------------------------------------- |
| «Динамо» (Ставрополь)       | Футбол                             | Стадион «Динамо»                               | ПФЛ Юг (D-3)                                       |
| «Электроавтоматика»         | Футбол                             | Стадион Электроавтоматика                      | Чемпионат Ставропольского края Первая группа (D-5) |
| «Виктор»                    | Гандбол (мужчины)                  | СК «Восток-Арена»; СК «Лукоморье» (Будённовск) | Суперлига (D-1)                                    |
| Ставрополье-СКФУ            | Гандбол (женщины)                  | СК «Восток-Арена»; СК «Лукоморье» (Будённовск) | Суперлига (D-1)                                    |
|                             |                                    |                                                |                                                    |
| "Южный слон"                | Баскетбол (мужчины)                | ДС ЦАФКиС                                      | Суперлига Второй дивизион (D-3)                    |
| Ставропольчанка-СКФУ        | Баскетбол (женщины)                | ДС ЦАФКиС                                      | Суперлига Первый дивизион (D-2)                    |
| Ставропольские камни (СКФУ) | Американский футбол (любительский) | Стадион «Колос» (г. Михайловск)                | Чемпионат Юга — 2017                               |
| ЛХК «Виктория»              | Хоккей (любительский)              | Стадион «Виктория»                             | Ночная хоккейная лига                              |
| КЛБ «Регион 26»             | Бег, триатлон                      | Парк Победы                                    | Россия                                             |

Футбольные поля и стадионы
- Многофункциональный стадион «Динамо» на 16 тысяч мест
- Футбольные поля на территории училища олимпийского резерва (ГОУ ДОД СК СДЮСШОР)
- Стадион «Кожаный мяч» футбольной школы им П. Павлюченко (ДЮСШ по футболу «Кожаный мяч»)
- Многофункциональный стадион завода «Электроавтоматика» (ФК «Электроавтоматика»)
- Футбольное поле лицея № 11 с искусственным покрытием и зрительскими трибунами
- Футбольное поле в Северо-западном районе (ДЮСШ № 4 по футболу)
- Футбольное поле гимназии № 25
- Футбольное поле лицея № 21
- Футбольное поле ФШ ВФСО «Динамо»

Ледовые поля для хоккея и катания на коньках
- Крытое стандартное хоккейное поле в Ставропольском президентском кадетском училище
- Крытое стандартное хоккейное поле «Виктория»
- Зимой в городе открываются два катка: на площади Ленина и в Парке Победы

Спортивные залы для командных видов спорта
- Спортивно-оздоровительный комплекс завода «Сигнал»
- Центр адаптивной физической культуры и спорта
- Спортивный зал в Ставропольском институте имени В. Д. Чурсина
- Спортивный зал в ДС «Спартак»

Теннисные корты
- Теннисные корты «Динамо»
- Школа № 42
- Центр адаптивной физической культуры и спорта
- Теннисный центр «SMASH»
- Теннисный клуб «Ставрополь»
- Теннисные корты «Ставрополь Арена»

Другие спортивные учреждения
- Ставропольское училище олимпийского резерва
- Футбольные школы
- Крытый бассейн «Юность»
- ДЮСШОР Василия Скакуна
- Парк Победы (бег, дуатлон, конный спорт, картинг)
- Аэроклуб РОСТО в пригороде Ставрополя. Ведёт свою историю с 1934 года.
- Ставропольский краевой спортивно-стрелковый клуб ДОСААФ России
- Спортивные клубы по фитнесу и боевым единоборствам
- Конный стадион в Парке Победы
- Экстрим-парк в Центральном парке

Спортивные события
- 2001 — Чемпионат России по боксу среди женщин
- 2009 — Чемпионат России по женской борьбе
- 2009 — Чемпионат России по автокроссу
- 2010 — Этап ралли серии «Дакар» — «Шёлковый путь» (этапы Астрахань-Ставрополь и Ставрополь-Сочи)
- 2010 — Чемпионат и первенство России по автокроссу (Пелагиада)
- 2011 — Этап ралли серии «Дакар» — «Шёлковый путь» (этапы Астрахань-Ставрополь и Ставрополь-Майкоп)
- 2012 — 25-й открытый лично-командный кубок и первенство России по бодибилдингу, фитнесу, бодифитнесу.
- 2012 — 11-й кубок Восточной Европы по бодибилдингу, фитнесу, бодифитнесу.
- 2013 — Чемпионат и Первенство России по стрельбе из арбалета
- 2015 — Финал Чемпионата Европы по пауэрлифтингу (Михайловск)
- 2016 — Финал чемпионата России по пляжному гандболу.
- 2016 — Этап РАПИД Гран-при России по быстрым шахматам. «Мемориал Александра Ластина»
- 2017 — Финал Кубка России по стрельбе из арбалета.
- 2017 — Кубок России по пауэрлифтингу
- 2019 — Чемпионат и Первенство России по спортивной радиопеленгации
- 2019 — Этап кубка России по парабадминтону
- 2019 — Кубок России по стрельбе из арбалета
- 2019 — Чемпионат России по пляжному гандболу
- 2019 — Кубок и Первенство России по спортивному ориентированию

## Средства массовой информации

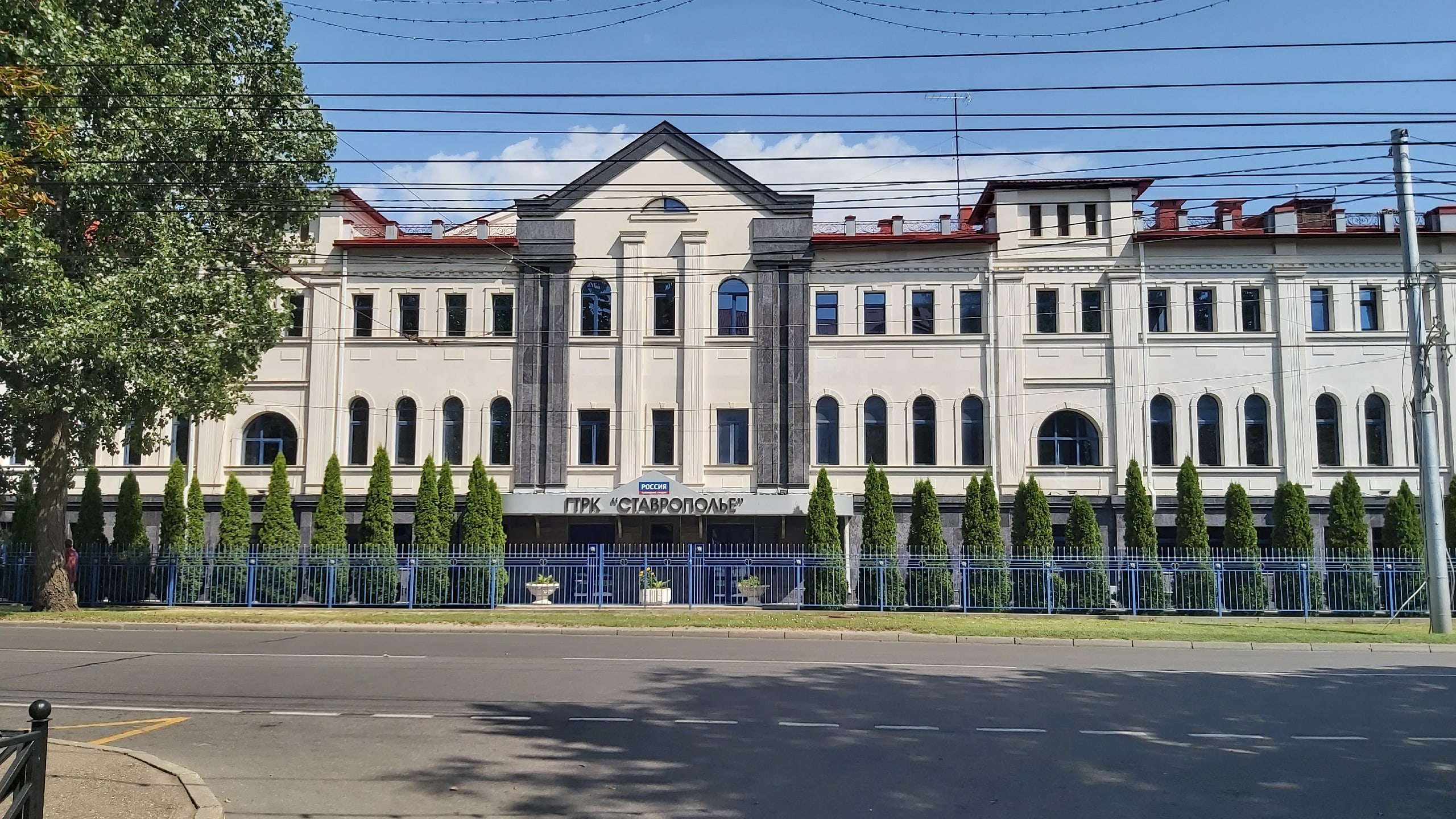
ГТРК Ставрополье

### Печатные издания
В Ставрополе издаются местная общественно-политическая газета «Вечерний Ставрополь» (первая городская газета, выпускается с декабря 1989 года), региональные общественно-политические газеты «Ставропольская правда» (6 декабря 1967 года награждена орденом Трудового Красного Знамени), «Ставропольские губернские ведомости» (первая газета на Северном Кавказе, выпускается с 1 января 1850 года), «Открытая: для всех и каждого», «Ставропольский репортёр». В городе находятся региональные представительства нескольких крупных российских издательств, выпускающие газеты «Аргументы и Факты — Северный Кавказ», «Комсомольская правда — Северный Кавказ», «Московский комсомолец — Кавказ».
Выходят информационные, развлекательные и рекламно-информационные газеты «Всё для вас», «Из рук в руки», «Ставропольский бизнес», «Телегазета», «Экстра-Бизнес» и другие.
Издаётся ряд журналов — литературных («Литературное Ставрополье» — первый номер вышел 28 января 1941 года как «Альманах литераторов Ставрополья», в дальнейшем — литературно-художественный и общественно-политический альманах «Ставрополье», последние два номера вышли в 1992 году, возобновлён в 2005 году под современным названием, «Южная звезда» и др.), глянцевых («Pro край», «Pro КМВ» и др.), информационно-рекламных («Телесемь» и др.).

### Газета «Молодой ленинец»
Первый номер газеты вышел 23 марта 1934 года в Пятигорске, в дальнейшем в Ставрополе. Выходила раз в два дня на четырёх полосах формата А3. Во время Великой Отечественной войны газета была закрыта. Издание газеты «Молодой ленинец» возобновилось 16 февраля 1950 года. В начале 1970-х коллективу редакции удалось добиться рекордного тиража в 48 тыс. экземпляров. 27 мая 1982 года вышел 10-тысячный номер газеты. В 1993 газета прекратила существование.

### Сетевые издания
Одним из интернет-ресурсов города является сайт 1777.ru (зарегистрирован как СМИ 13 мая 2016 года). Свои интернет-версии имеют некоторые издаваемые в городе газеты и журналы.

### Радио
С 10 апреля 1926 года в городе начались постоянные передачи Ставропольской радиовещательной станции.
1 декабря 1963 года — открытие «Дома радио».
См. также Радиостанции Ставропольского края.

### Аналоговое телевидение
С 1959 года в городе работает первая в Ставропольском крае студия телевидения — ГТРК «Ставрополье», являющаяся одной из ведущих региональных телерадиовещательных компаний России.
В Ставрополе вещают общероссийские («Первый канал», «Россия-1», НТВ, «Пятый канал» и др.) и региональные каналы («Своё ТВ», «26 регион»). Вещание ведётся как в аналоговом, так и в цифровом форматах.

### Цифровое и эфирное телевидение
С 30 декабря 2014 года в городе осуществляется трансляция первого и второго мультиплексов цифрового телевидения:
Все 20 каналов для мультиплекса РТРС-1 и РТРС-2; Пакет радиоканал, включает: «Вести FМ», «Радио Маяк», "Радио России / ГТРК Ставрополье ".
- Пакет телеканалов РТРС-1 (телевизионный канал 57, частота 762 МГц), включает: «Первый Канал», «Россия 1 / ГТРК Ставрополье», «Матч ТВ», «НТВ», «Пятый Канал», «Россия К», «Россия 24 / ГТРК Ставрополье», «Карусель», "ОТР / Своё ТВ ", «ТВЦ».

- Пакет телеканалов РТРС-2 (телевизионный канал 32, частота 562 МГц), включает: «РЕН ТВ», «СПАС», «СТС», «Домашний», «ТВ3», «Пятница!», «Звезда», «Мир», «ТНТ», «МУЗ-ТВ».

## Кладбища
- Игнатьевское (старое Сажевое) и Воскресенское (новое Сажевое) кладбища в Промышленном районе

Могила В. А. Петрова (1913—1976), Героя Советского Союза.  261710899620005
Могила Г. Н. Чередниченко (1922—1984), полного кавалера орденов Славы.  261710978830005
Могила М. Н. Марчука (1906—1971), Героя Советского Союза.  261710899400005
Могила М. С. Пономаренко (1923—1986), полного кавалера орденов Славы.  261710978840005
Могила Н. И. Быкова (1907—1982), Героя Советского Союза.  261710899610005
Могила П. С. Литвиненко (1904—1971), Героя Советского Союза.  261710899630005
Могила Ф. В. Рысевца (1923—1990), Героя Советского Союза.  261710978850005
- Даниловское кладбище
- Успенское кладбище. Основано в 1858 году
- Ташлянское кладбище
- Мамайское кладбище

В конце 2017 года стало известно, что, ввиду исчерпания территории имеющихся кладбищ, администрация Ставрополя планирует открыть новое. Оно получило название Крестовоздвиженского и расположено в районе международного аэропорта.

## Религия

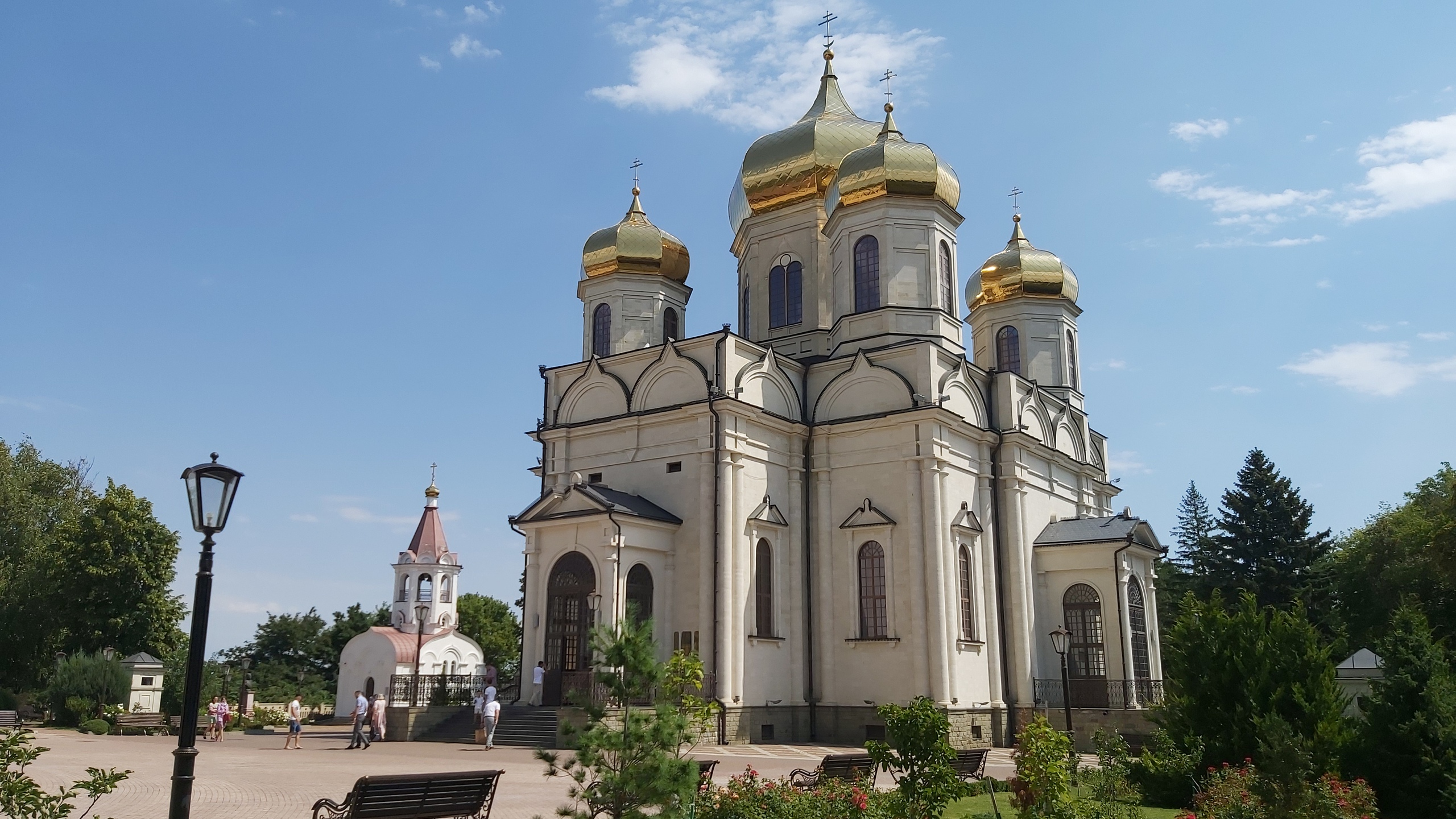
Казанский кафедральный собор. Ставрополь

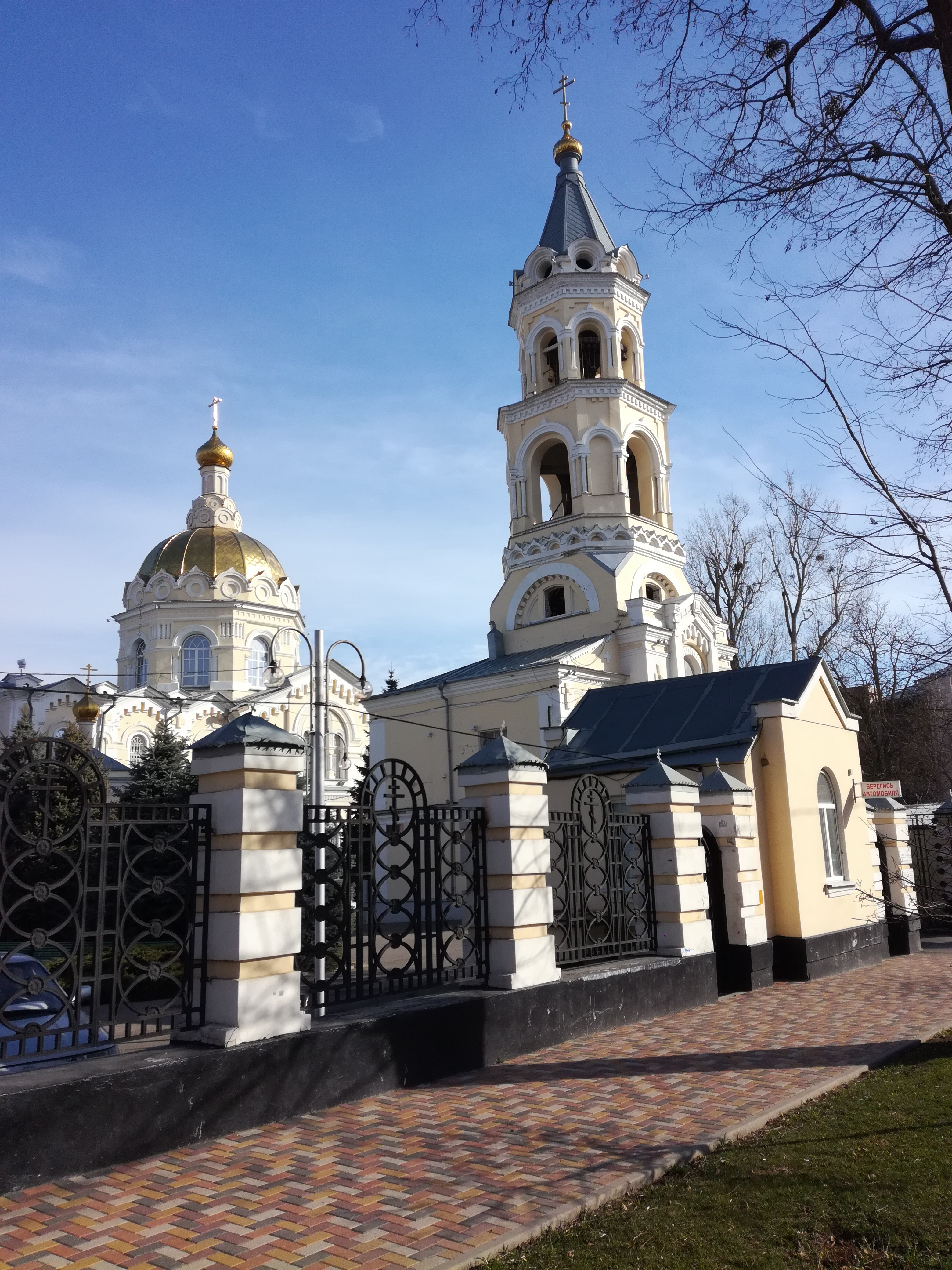
Андреевский собор. Ставрополь

### Русская православная церковь
Ставрополь — кафедральный город Ставропольской митрополии.
- Кафедральный собор Казанской иконы Божией Матери[234]
- Собор святого апостола Андрея Первозванного (архиерейское подворье). В начале XIX века построена деревянная церковь. В 1897 году на её месте по проекту архитектора Г. П. Кускова возведён нынешний собор. Был закрыт с 21 декабря 1932 года[235]. Служение возобновилось в 1942 году.
- Церковь Успения Пресвятой Богородицы
- Храм Воздвижения Честного и Животворящего Креста Господня
- Храм Преображения Господня
- Храм святого благоверного князя Александра Невского
- Храм святого преподобного Сергия Радонежского
- Храм святого благоверного великого князя Димитрия Донского
- Храм святителя Игнатия, епископа Кавказского и Черноморского
- Храм святых и праведных богоотец Иоакима и Анны
- Храм святой блаженной Ксении Петербургской
- Храм святителя Луки, архиепископа Симферопольского и Крымского
- Храм святого преподобного Серафима Саровского
- Храм святителя Николая Чудотворца
- Храм святого Великомученика и Целителя Пантелеимона
- Храм Святой Троицы
- Храм святого равноапостольного Князя Владимира
- Иоанно-Мариинский женский монастырь. Упоминается с середины XIX века[26].
- Ставропольская духовная семинария — единственная на Северном Кавказе духовная образовательная организация высшего образования Русской православной церкви.

### Армянская апостольская церковь
- Церковь Сурб Григор Лусаворич (Святого Григория Просветителя)[236]

### Ислам
- Духовное Управление мусульман

### Другие конфессии
- Церковь «Новое поколение»[237]
- Церковь Иисуса Христа Святых последних дней
- Церковь «Слово Жизни»
- Церковь «Исход»(с 2016 года — Церковь «Христианская миссия»[источник не указан 3373 дня])
- Церковь «Преображение» Евангельских Христиан
- Церковь Христиан Адвентистов Седьмого Дня[238]
- Церковь христиан веры евангельской (пятидесятников) «Краеугольный камень»

## Люди, связанные с городом

### Основатели города
- Суворов, Александр Васильевич (1729—1800) — русский полководец, один из основоположников русского военного искусства. В 1778—1779 годах руководил строительством Ставропольской крепости.
- Потёмкин, Григорий Александрович (1739—1791) — русский государственный и военный деятель, дипломат, фаворит Екатерины II. По его приказу седьмое селение Азово-Моздокской линии стало именоваться Ставрополем.
- Шульц Христиан (Фриц) Михайлович. — немецкий барон, в прошлом прусский капрал, командир Владимирского драгунского полка, полковник, начавший службу в Российской армии ещё при Елизавете Петровне
- Потёмкин, Павел Сергеевич (1743—1796) — граф, российский военный и государственный деятель, дальний родственник Григория Александровича Потёмкина. Во время его наместничества (1782—1788), а именно в 1785 году Ставрополь получил права одного из шести уездных городов Кавказской области.
- Конон Устинов — полковник и армии премьер-майор, командир Хопёрского казачьего полка.
- Ладыженский, Николай Алексеевич — полковник, инженер-фортификатор, командир Кабардинского пехотного полка Астраханского корпуса.
- Якоби, Иван Варфоломеевич — генерал, Астраханский губернатор.

Святые
- святитель Игнатий (Брянчанинов), епископ Кавказский и Черноморский (1807—1867).

### Главы города
Первые секретари городского комитета ВКП(б), КПСС
- май 1939 — ноябрь 1944 — Суслов, Михаил Андреевич
- сентябрь 1966 — август 1968 — Горбачёв, Михаил Сергеевич

Главы администрации города (современный период)
- 11 декабря 1991 года — 16 декабря 2001 года — Кузьмин, Михаил Владимирович
- с 16 декабря 2001 года — Тимошенко, Иван Михайлович
- с 26 сентября 2002 года — 2007 — Кузьмин, Дмитрий Сергеевич
- — 2008 — Луценко, Евгений Григорьевич
- 2008—2011 — Пальцев, Николай Иванович[241]
- с мая 2011 года по август 2012 года — Бестужий, Игорь Александрович[242]. Назначено наказание в виде 9 лет лишения свободы
- 2012—2020 — Джатдоев, Андрей Хасанович[243]
- с июня 2020 года — Ульянченко, Иван Иванович

### Почётные граждане
На 18 ноября 2021 года:
- Акулов, Максим Сергеевич (1897—1924) — видный общественный деятель, один из организаторов социал-демократической группы молодёжи города
- Алафузов, Иван Антонович (1813—1888) — купец 1-й гильдии. Меценат. Один из подрядчиков строительства собора во имя иконы Казанской Божьей Матери. Основал художественную галерею.
- Апанасенко, Иосиф Родионович (1890—1943) — видный военачальник, генерал армии, участник гражданской и Великой Отечественной войн
- Багаева, Ольга Георгиевна (1895—1986) — видный общественный политический деятель, активный участник становления Советской власти
- Беликов, Герман Алексеевич (1933—2019) — известный краевед, член союза писателей России, автор книг по истории города Ставрополя и Ставропольского края. Его перу принадлежит 20 книг. Среди них — «Дорога из минувшего», «Вода есть жизнь», «Ставрополь — врата Кавказа», «Град Креста» и другие. На протяжении многих лет Г. А. Беликов, работавший в краеведческом музее имени Г. Н. Прозрителева и Г. К. Праве, регулярно публиковал свои статьи по историческому краеведению в периодической печати
- Бентковский Иосиф Викентьевич (19.03.1812—27.08.1890) — российский статистик польского происхождения.
- Бурмистров Иван Алексеевич (1903—1962) — участник борьбы с фашизмом в Испании и Великой Отечественной войны. Герой Советского Союза. Капитан I ранга
- Властов, Георгий Константинович (1827—1899) — Ставропольский губернатор в 1865—1873 годы. Внёс значительный вклад в экономическое и культурное наследие Ставрополя. Особое внимание уделял развитию образования. Почётное звание присвоено в 1871 году за «оказанные обществу благие деяния»[245]
- Волобуев Игнатий Юдинович (1774—1854) — купец 1-й гильдии. Занимая пост городского головы в 1822—1823, 1831, 1836, 1847—1849 гг. большое внимание уделял благоустройству Ставрополя
- Ганиловский, Иван Григорьевич (?—1849) — купец 1-й гильдии. В 1840-е годы построил в городе каменный театр, дом для бедных сирот духовного звания, кладбищенскую церковь Успения Божьей Матери, здание для женского училища св. Александры
- Гедеон (1929—2003) — митрополит Ставропольский и Владикавказский
- Гниловской, Владимир Георгиевич (1907—1980) — видный учёный-краевед, педагог, основатель ставропольской научной географической школы. Автор многочисленных трудов по истории, географии, краеведению города Ставрополя и Ставропольского края
- Голодников, Николай Герасимович (1921—2010) — участник Великой Отечественной войны. Награждён многими боевыми орденами и медалями. Генерал-майор авиации в отставке. Внёс большой вклад в военно-патриотическое воспитание молодёжи города Ставрополя
- Голуб Андрей Никитович (18.11.1906-08.05.1997) — Почётный строитель Ставропольского края, выполнявшего ответственные, сложные лепные и отделочные работы, внёсшего большой вклад в архитектурный облик Ставрополя
- Госданкер Вениамин Вениаминович (1.06.1925-10.01.2018) — около пятидесяти лет был ведущим специалистом, заместителем директора, директором Ставропольского краеведческого музея
- Гречишкин, Павел Моисеевич (1922—2009) — заслуженный художник Российской Федерации, участник Великой Отечественной войны
- Деревщиков Сергей Федотович (1839 — дата смерти не установлена) — купец 1-й гильдии. Занимал пост городского головы в 1857—1859 гг., 1869—1873 гг., 1875—1878 гг. Положил на счёт в городской общественный банк 20 тысяч рублей, проценты от которых использовались на развитие города (благоустройство дорог, освещение и др.)
- Джатдоев Андрей Хасанович (3.09.1962—30.04.2020) — глава Ставрополя с 1 октября 2016 по 30 апреля 2020 года
- Дидрихсон, Николай Германович. Был избран городским главой с 1915 по 1918 гг. Почётным гражданином города стал «за энергичную и многополезную деятельность для Ставрополя»
- Динник, Николай Яковлевич (1847—1917) — выдающийся натуралист, географ, гляциолог, исследователь Кавказа. Более 40 лет своей жизни посвятил преподавательской деятельности. Почётное звание присвоено «за долголетнюю плодотворную педагогическую деятельность и ценные научные труды по исследованию местного края»
- Духин Владислав Анатольевич (26.03.1980-1.03.2000) — участник боевых действий в Чечне, Герой Российской Федерации (посмертно)
- Зеренков Валерий Георгиевич (13.08.1948) — губернатор Ставропольского края с 5 мая 2012 по 27 сентября 2013 год
- Иванова, Римма Михайловна (1894—1915) — сестра милосердия, участница Первой мировой войны, единственная в Российской империи женщина, награждённая военным орденом Святого Георгия 4-й степени.
- Казанцев, Виктор Германович — на каменной плите высечены следующие слова: «Полномочный представитель Президента Российской Федерации в Южном Федеральном округе, Герой России. С 1996 по 2000 годы был первым заместителем и командующим объединённой группировкой федеральных сил на Северном Кавказе»
- Казначеев, Виктор Алексеевич — на каменной плите высечены следующие слова: «Видный государственный деятель Ставрополья и России, руководил г. Ставрополем. Почётный гражданин Ставропольского края. Внёс большой вклад в развитие города»
- Крамаренко Григорий Иванович (22.08.1925 — 5.12.2012) — советский офицер-танкист, участник Великой Отечественной войны, Герой Советского Союза (1943)
- Крупинский, Иосиф Антонович — купец-предприниматель. В 1844 году построил кирпично-черепичный завод в городе Ставрополе. С 1853 года производил водопроводные трубы и кафельную плитку. Иосиф Антонович был награждён серебряными медалями на Ставропольской и Московской политехнических выставках за высокое качество изделий
- Кувшинский, Иван Поликарпович (1840—1921) — известный на Ставрополье педагог, общественный деятель. Инициатор строительства Ставропольской железной дороги. Почётное звание присвоено в 1913 году «за содействие благоприятному для города решению вопроса о направлении железнодорожного пути и за многолетние неустанные заботы о городских нуждах»
- Кузнецов Евгений Семёнович (27.12.1938 — 3.11.2005) — глава администрации Ставропольского края с 1991 по 1995 год
- Лавров Игорь Викторович (4.06.1973) — российский гандболист, олимпийский чемпион 2000 года
- Лопатин, Герман Александрович (1845—1918) — выпускник Ставропольской гимназии. Член Генерального совета Первого Интернационала. Видный революционный деятель, член исполнительного комитета «Народной воли». Первый переводчик «Капитала» К. Маркса на русский язык
- Маркарьянц Владимир Суренович — видный государственный и политический деятель
- Мишин Юрий Данилович (16.08.1948-3.03.2019) — генеральный директор АО «Электроавтоматика»
- Наздрачёва Матрёна Семёновна (3.04.1924—22.03.2017) — санитарный инструктор санитарной роты, одна из четырёх женщин — полных кавалеров ордена Славы
- Наумов Николай Георгиевич (5.08.1931) — советский и российский государственный деятель, председатель горисполкома Ставрополя (1967—1971), Ставропольской городской думы (1996—2000), депутат Ставропольской городской Думы третьего созыва, Почётный гражданин города Ставрополя. В 2020 году удостоен звания «Герой труда Ставропольского края».
- Нестеров, Александр Фёдорович (1821—1903) — юрист. В 1862 году избирался на трёхлетний срок гласным (депутатом) Ставропольской городской Думы. В 1872 году Нестеров утверждён почётным мировым судьёй. Отличался широкой благотворительностью. Так, например, для нужд бедным подарил городу участок земли в 2500 десятин. Потомственный Почётный гражданин Ставрополя. За особые заслуги перед городом он был погребён под алтарём северного предела Казанского кафедрального собора
- Никитин, Виктор Яковлевич (1928—2019) — профессор, доктор ветеринарных наук. Заслуженный деятель науки Российской Федерации. За трудовые заслуги награждён орденами и медалями. В 1998 году удостоен звания «Почётный гражданин Ставрополя». С 1984 по 1995 годы возглавлял Ставропольскую сельскохозяйственную академию
- Пащенко Константин Львович (годы жизни не установлены) — первый гражданский генерал-губернатор Ставропольской губернии, действительный статский советник. 1 марта 1866 года «по представлению Великого князя Наместника Кавказского, основанном на приговоре Ставропольского городского общества, Императорским указом присвоено звание „Почётный гражданин города Ставрополя“»
- Петров Владимир Александрович (15.01.1913—13.09.1976) — командир взвода телеграфно-кабельной роты, Герой Советского Союза
- Петров Пётр Петрович — заслуженный строитель России
- Плотников, Никита Михайлович (1775—1852) — купец 1-й гильдии. Подарил городу участок земли для строительства сооружения водопровода, один из первых своих домов передал Кавказской областной гимназии, был одним из жертвователей Казанской Божьей Матери
- Полозко Александр Иванович — заслуженный строитель Российской Федерации
- Праве, Георгий Константинович (1862—1925) — выдающийся просветитель и общественный деятель, избирался гласным Ставропольской городской Думы; долгие годы был членом, а затем и председателем правления Общества содействия распространению народного образования в г. Ставрополе, председателем и почётным членом Общества для изучения Северо-Кавказского края
- Прозрителев, Григорий Николаевич (1849—1933) — российский учёный, краевед, общественный деятель
- Рогожников Анатолий Антонович (-1991) — первый начальник троллейбусного управления, первый председатель Промышленного райисполкома города Ставрополя
- Рябушко, Григорий Максимович — боевой лётчик, Герой Советского Союза, с 1973 года — председатель краевого Совета автомобилистов. Почётный работник транспорта России
- Скакун, Василий Александрович — заслуженный мастер спорта, первый чемпион мира по акробатическим прыжкам, заслуженный тренер СССР и России, почётный гражданин Ставрополя и Светлограда
- Стасенков, Фёдор Григорьевич (1777—1855) — купец 1-й гильдии. Активно занимался благотворительностью. Построил церковь во имя Святой Великомученицы Варвары, подарил каменный дом для богадельни.
- Тамамшев, Гавриил Иванович — купец 1-й гильдии, почётный гражданин Тифлиса и Ставрополя, коммерции советник, кавалер ордена Станислава 3 степени, занимался благотворительностью, построил первый в Ставрополе водопровод, а также триумфальную арку, называемую Тифлисскими воротами
- Тарасов, Яков Капитонович (род. 1926) — слесарь-инструментальщик завода «Красный металлист», удостоенный многих государственных наград, наставник молодёжи. Почётное звание присвоено в 1984 году
- Тимофеева Ольга Викторовна (19.08.1977) — депутат Государственной думы Федерального Собрания Российской Федерации
- Феофан (Ашурков Иван Андреевич) (21.05.1947—20.11.2020) — епископ Ставропольский и Владикавказский в 2003—2011 годах
- Фоменко, Виктор Григорьевич (1927—2003) — актёр Ставропольского академического театра драмы им. М. Ю. Лермонтова, народный артист Российской Федерации, наставник молодёжи. Удостоен почётного звания за большой вклад в развитие театрального искусства
- Фроленко, Михаил Фёдорович (1848—1938) — уроженец Ставрополя. Революционер-народоволец. На заседании городской Думы 6 октября 1917 года Фроленко был утверждён в звании «Почётный гражданин Ставрополя».
- Черногоров, Александр Леонидович — первый губернатор Ставропольского края. 30 июля 2003 года удостоен почётного звания гражданина Ставрополя за «значительный вклад в социально-экономическое развитие города». 27 февраля 2007 года решение о присвоении соответствующего звания было отменено.
- Шеболдаев, Борис Петрович (1895—1937). Звание Почётный гражданин Ставрополя присвоено «за заслуги перед трудящимися Ставрополя в деле становления Советского государства, его укрепления и защиты в годы гражданской войны»
- Щипакин Иван Алексеевич (20.12.1923—17.02.2016) — командир отделения 167-го гвардейского отдельного батальона связи, Герой Советского Союза

## Достижения
- 7 июля 1977 года г. Ставрополь награждён Орденом Октябрьской Революции.
- По версии журнала «Коммерсантъ» в 2012 году город Ставрополь занял 12-е место в ТОП-100 лучших городов России.
- В 2013 году Ставрополь получил «Золотого Меркурия» в номинации «Лучший город с наиболее благоприятными условиями для развития предпринимательства».
- В 2013 году Ставрополь по итогам 5-го Всероссийского конкурса признали как самый благоустроенный город Российской Федерации.
- В 2014 году Ставрополю по итогам Всероссийского конкурса на звание «Самое благоустроенное городское (сельское) поселение России» было присуждено первое место со вручением диплома Правительства Российской Федерации I степени и денежной премии.
- В 2016 году по итогам всероссийского конкурса под названием «Самое благоустроенное городское (сельское) поселение России» Ставрополь был признан победителем, со вручением диплома правительства Российской Федерации I степени.

## Международные отношения
- Представительства Генерального Почётного консульства и Итальянского визового центра[246]
- Визовый центр Польши[247]

## Города-побратимы
- Безье, Франция[248]
- Ереван, Армения[249]
- Пазарджик, Болгария[250]
- Чанджоу, КНР[251][252]
- Чжэньцзян, КНР[253][254]

Прерванные отношения
- Темуко, Чили. После переворота 1973 года в Чили отношения не поддерживаются[255]
- Де-Мойн, США (1992)[256]. В марте 2022 года отношения были приостановлены американской стороной из-за вторжения России на Украину[257][258].

## Достопримечательности
Древние исторические места
- Комплекс дольменообразных гробниц

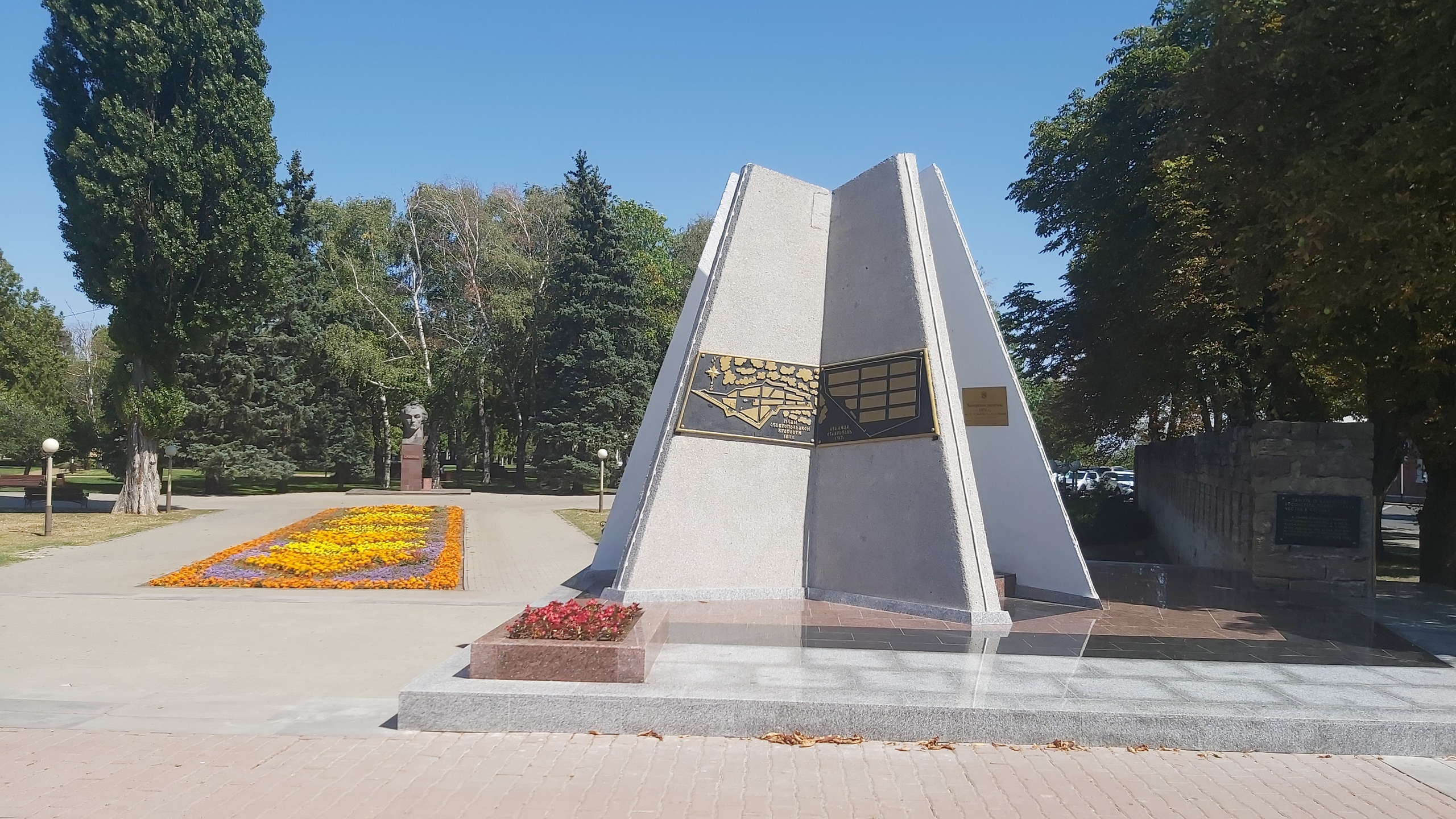
«Хопёрская палатка». Монументальный комплекс в честь 200-летия основания г. Ставрополя. 1976 год.

- Татарское городище. Древний город под землёй

Природные объекты
- Холодные родники и Михайловский родник в Таманском лесу.
- Святой источник Иверской иконы Божией Матери в Татарском лесу на окраине Ставрополя.
- Травертиновый источник в Русской лесной даче
- Урочище родника Корыта
- Беспутская поляна (на высоте 596,0 до 622,2 м н.у.м)
- Кравцово озеро-болото, реликтовый водоём, являющийся главным объектом государственного природного заказника «Кравцово озеро»
- Ландшафты высотной поясности Ставропольской горы
- Государственный природный заказник «Русский лес», Курган Лохматый, Новомарьевская поляна
- Павлова дача
- Великовозрастные тополя на ул Морозова.

Бульвары, скверы, площади
- Бульвар, описанный в произведениях Л. Н. Толстого (бульвар имени генерала А. П. Ермолова). 1839 год[259]
- Площадь им. В. И. Ленина
- Театральный сквер (сквер на площади Ленина). Носит также неофициальное название «Малый ботанический сад». 1950—1960 годы
- Барятинский сквер (парк)[260][261]
- Владимирская площадь. На площади расположены: памятник князю Владимиру, светомузыкальный фонтан и исторический парк Россия — моя история.
- Александровская площадь. Своё название получила в 1851 году, когда М. С. Воронцов дал добро на её переименование в честь Александра II. Здесь был установлен памятник Ангел-хранитель к 225-летию города. Вокруг площади размещаются крупные торговые центры, административные здания, музей, кафе, рестораны и сцена с большим экраном.

Памятники архитектуры

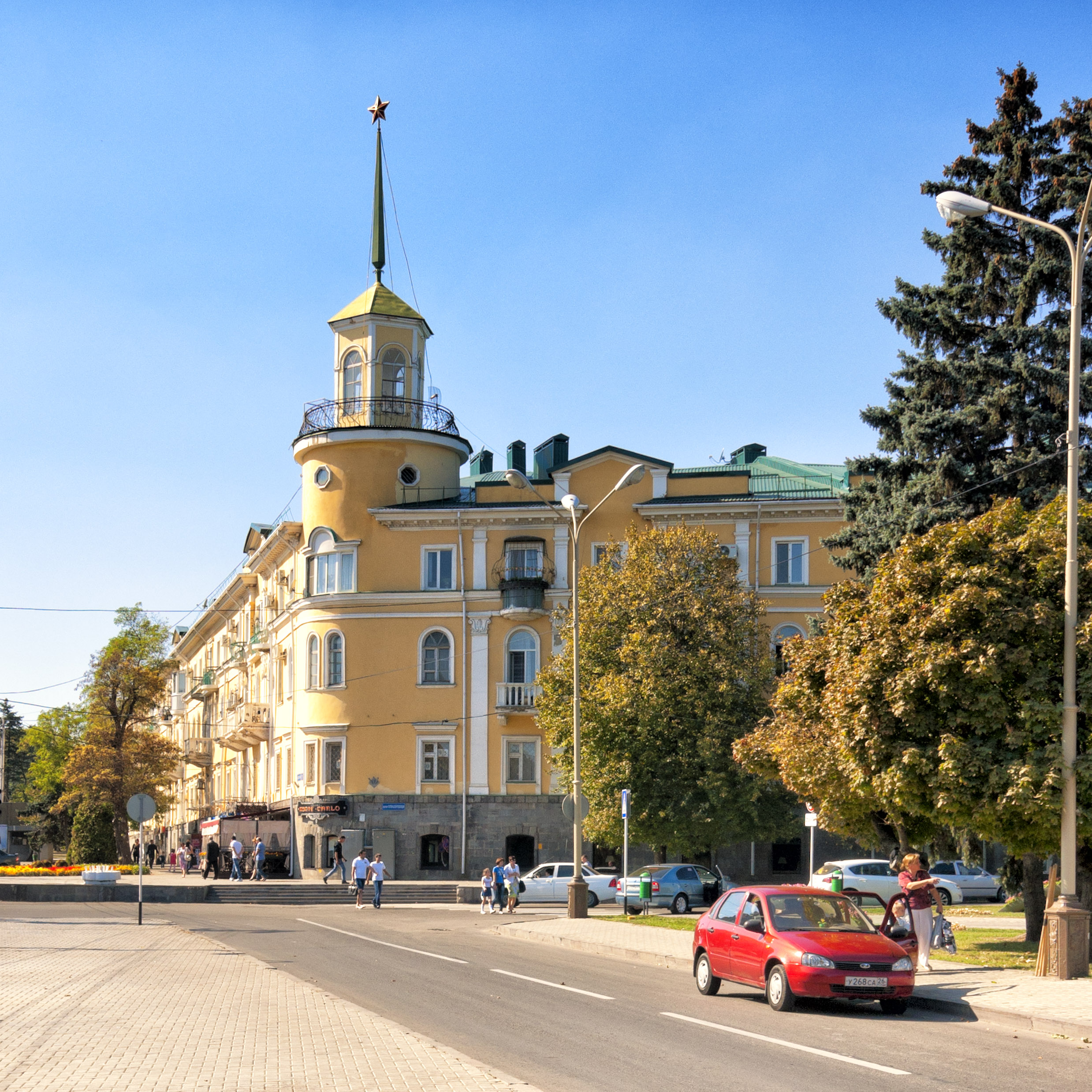
Здание первой женской гимназии

- Ансамбль Присутственных мест. 1840—1843 годы[262]
- Аптека Байгера нижняя (в настоящее время — аптека-музей «Аптека Байгера»). 1907 год[263]
- Дом Губернатора, где размещался I-й Ставропольский Совет народных комиссаров Ставропольской губернии. 1896—1898, 1918 годы[264]
- Дом художника В. И. Смирнова, где жил осетинский поэт-демократ К. Л. Хетагуров[265]
- Доходный дом (Асмаевский торговый ряд). 2-я пол. XIX века[266]
- Здание, в котором проходили заседания I-го Совета рабочих депутатов. Конец XIX века, 1905 год[267]
- Здание, в котором формировались отряды Красной Армии. 2-я пол. XIX века, 1918 год[268]
- Здание, где в женской гимназии размещалось общежитие делегатов I губернского народного собрания (в настоящее время — здание, принадлежащее МОУ «Гимназия № 3»). Начало XIX века, 1917 год[269]
- Здание, где проходили сходки социал-демократов. Конец XIX века, 1905 год[270]
- Здание интендантского депо (в настоящее время — здание, принадлежащее детской школе искусств № 3")[271]
- Здание краеведческого музея — первого на Северном Кавказе, ул. Дзержинского, 135. 1873, архитектор П. Никофоров.  301410031880005
- Здание первого на Кавказе военного госпиталя, в котором в 1847 году работал хирург Н. И. Пирогов (корпус центральный). 1844—1847 годы[272]
- Здание первого на Кавказе русского драматического театра[273]
- Здание первой на Кавказе женской гимназии[274]
- Здание 1-й кавказской гимназии, где учились член генсовета I интернационала Г. А. Лопатин, один из первых российских марксистов М. И. Бруснев, осетинский поэт К. Л. Хетагуров, дагестанский революционер У. Буйнакский. Здесь была провозглашена советская власть в Ставропольской губернии. 1865—1871 годы, 2-я половина XIX-начало XX веков; 31 декабря 1917 года[275]
- Здание Кавказской духовной семинарии (в настоящее время — один из корпусов Северо-Кавказского федерального университета). 1883 г.
- Казарма крепости № 8 («Ставропольской») Азово-Моздокской оборонительной линии, построенной в 1777 году (остатки)[276]
- Мечеть. 1913—1915 годы[277]
- Первая мужская гимназия на Северном Кавказе. Здесь размещался ставропольский комитет РСДРП. 1-я половина XIX века, 1905 год[278]
- Первая на Кавказе женская гимназия[279]
- Первый каменный дом в Ставрополе[280]
- Здание, первая половина XIX века, ул. Шаумяна, 11, входит в состав ансамбля «Здания гостиных и торговых дворов».  261410489430085
- Здание, в котором в 1918 году размещался Ставропольский комитет РСДРП(б) и Совет солдатских депутатов	конец XIX в. 1918 год. ул. Дзержинского, 102.  261410352730005

Скульптурные памятники, монументы, мемориалы

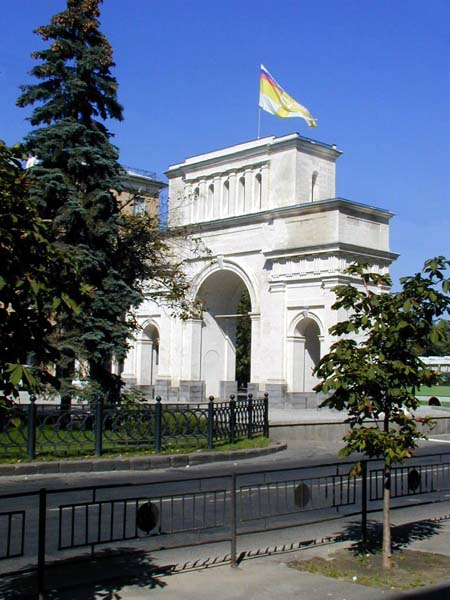
Триумфальная арка («Тифлисские ворота»). Построена в 1841 году, восстановлена в 1998 году.

- Триумфальная арка («Тифлисские ворота»). Построена в 1841 году у восточной заставы Ставрополя на средства купца Г. И. Тамамшева. Стала визитной карточки города. Во второй половине 1930-х годов разрушена. Восстановлена и торжественно открыта 19 сентября 1998 года[29].
- Мемориал «Крепостная стена». Открыт 29 апреля 1975 года[137]
- «Хопёрская палатка». Монументальный комплекс в честь 200-летия основания г. Ставрополя. 1976 год[61]
- Братская могила воинов, павших в боях при обороне г. Ставрополя в период гражданской войны[281]
- Мемориал участникам гражданской и ВОВ на Ставрополье (Памятник «Вечная слава»). Открыт 28 октября 1967 года[39][282]. 27 апреля 1975 года у мемориала учреждён Пост № 1[41]
- Памятник, установленный в ознаменование 50-летия освобождения Ставрополя от белогвардейцев. 1976 год[283]
- Братская могила мирных жителей, замученных немецко-фашистскими оккупантами в годы ВОВ; на могиле установлен обелиск[284]
- Мемориал «Холодный Родник». Установлен 9 мая 1975 года в память жертв Гражданской войны и горожан — жертв немецко-фашистской оккупации в годы Великой Отечественной войны 1941—1945 гг. (скульптор Н. Ф. Санжаров, архитекторы Д. М. Казачков, Д. В. Албул)[137]
- Памятник юным защитникам Отечества 1941—1945 гг. Скульптор Николай Санжаров[29]
- Мемориал «Жертвам политических репрессий 1930—1950 годов». Художник К. Ф. Катрунов, архитектор В. А. Бажуков. Установлен 12 июня 1999 года
- Мемориал "Советским лëтчикам - людям самой гордой и мужественной профессии" (самолёт МИГ-17, улица Ленина, 320).
- Памятник К. Марксу[285]
- Памятник В. И. Ленину[286]
- Памятник Г. А. Лопатину. Открыт 4 декабря 1975 года[287].
- Памятник А. С. Пушкину. Открыт 4 ноября 1986 года. Выполнен мастерами Мытищенского завода художественного литья по проекту московского скульптора Э. М. Ладыгина[29]
- Памятник М. Ю. Лермонтову. Открыт 15 октября 1994 года, в день 180-летия со дня рождения поэта. Памятник установлен в Театральном сквере возле драматического театра, названного в честь великого поэта. Скульптор Николай Санжаров[29]
- Памятник К. Л. Хетагурову. Скульптор Ф. И. Перетятько.
- Памятник генерал-губернатору Н. Никифораки. Скульптор Николай Санжаров[29]
- Памятник генералу Ермолову. Скульптор Николай Санжаров[29]
- Памятник Герою Советского Союза Л. И. Севрюкову. 1954 год[288]
- Памятник Герою Советского Союза А. И. Скокову. 1967 год[289]
- Памятник А. В. Суворову. Открыт 29 апреля 1975 года. Скульптор П. И. Верховский[290]
- Памятник А. В. Суворову в международном аэропорту «Ставрополь». Открыт 25 марта 2020 года[291]
- Памятник трём ставропольским медсёстрам: Юлии Вревской — героине Русско-турецкой войны, Римме Ивановой, отличившейся в Первую мировую войну, и Матрёне Ноздрачёвой — героине Великой Отечественной войны. Установлен в июне 2019 года[292].
- Памятник М. Г. Морозову, одному из организаторов большевистских партийных объединений на Ставрополье (ул. М. Морозова, 5)
- Памятник Андрею Хасановичу Джатдоеву в одноимëнном сквере. Открыт 3 сентября 2020 года, скульптор монумента – заслуженный художник России, председатель Южного регионального отделения Российской академии художеств Сергей Олешня.
- Надгробный памятник генералу армии Апанасенко И. Р. на Комсомольской горке. Был заново отделан в 1947 году по проекту архитектора А. Г. Арцатбаняна[42]
- Бюст Николая I на территории Казанского кафедрального собора. Открыт в 2015 году[293].
- Бюст Георгия Николаевича Косенко. Открыт 15 декабря 2021 года[294]
- Бюст Василия Филипповича Маргелова и Аллея памяти воинов-десантников, погибших при исполнении воинского долга (ул. Серова, 204-й квартал).
- Аллея почётных граждан города Ставрополя (проспект Октябрьской Революции). Открыта 28 июня 1977 года, в год 200-летия Ставрополя[295]. Автор барельефов — скульптор Николай Санжаров[29]
- Аллея почётных граждан Ставропольского края (улица Маршала Жукова). Открыта 18 мая 2013 года, в рамках празднования Дня края[296][297]
- Аллея памяти сотрудников органов внутренних дел Ставрополья, погибших при выполнении служебных обязанностей (участок, расположенный на пересечении проспекта Юности и переулка Шеболдаева)[298]

- Монумент героям-доваторцам. Установлен 7 мая 1975 года на пересечении улиц Доваторцев и Шпаковской (три клинка высотой 34 метра каждый), служивший визитной карточкой Ставрополя. Скульптор Н. Санжаров, архитектор А. Савельев. 20 января 2012 года после реконструкции установлен новом месте, на въезде в Ставрополь, в конце улицы Доваторцев[299]
- Памятник крестителю Руси Князю Владимиру. 2017 год.[300]

## Разное
- В честь г. Ставрополя назван астероид 1147 «Ставрополис», открытый астрономом Григорием Неуйминым 11 июня 1929 года[301].

## Галерея

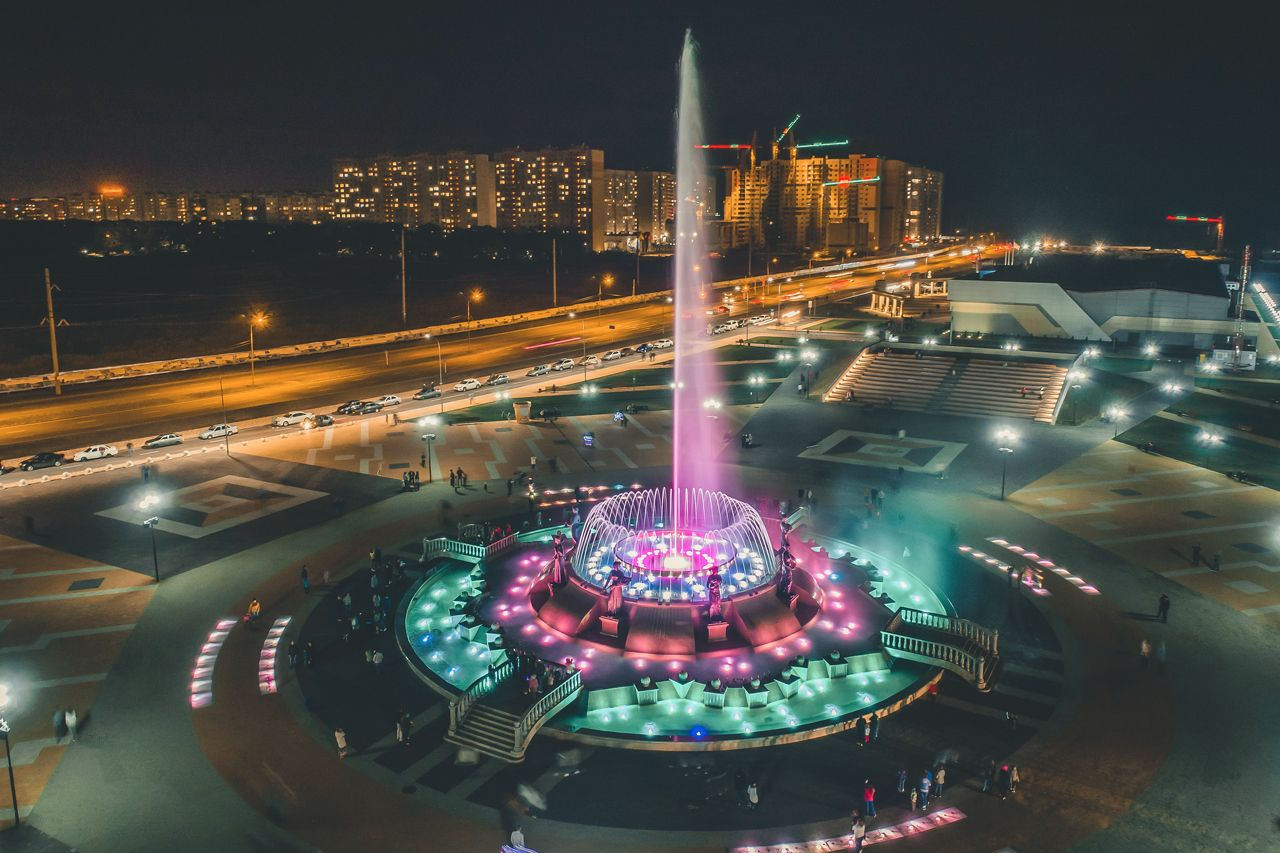
Фонтан светомузыкальный «Дружбы народов»
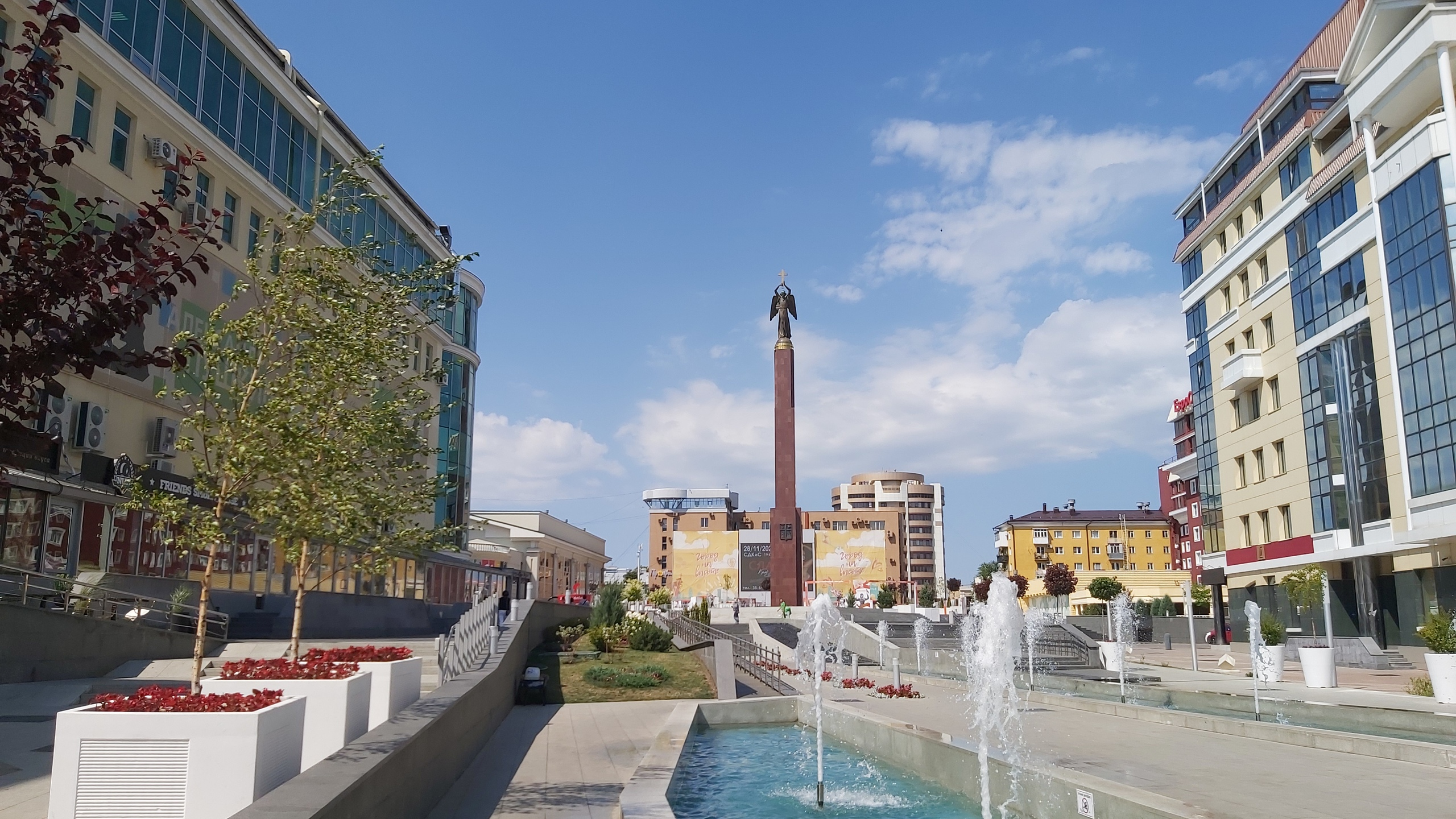
Александровская площадь Ставрополя
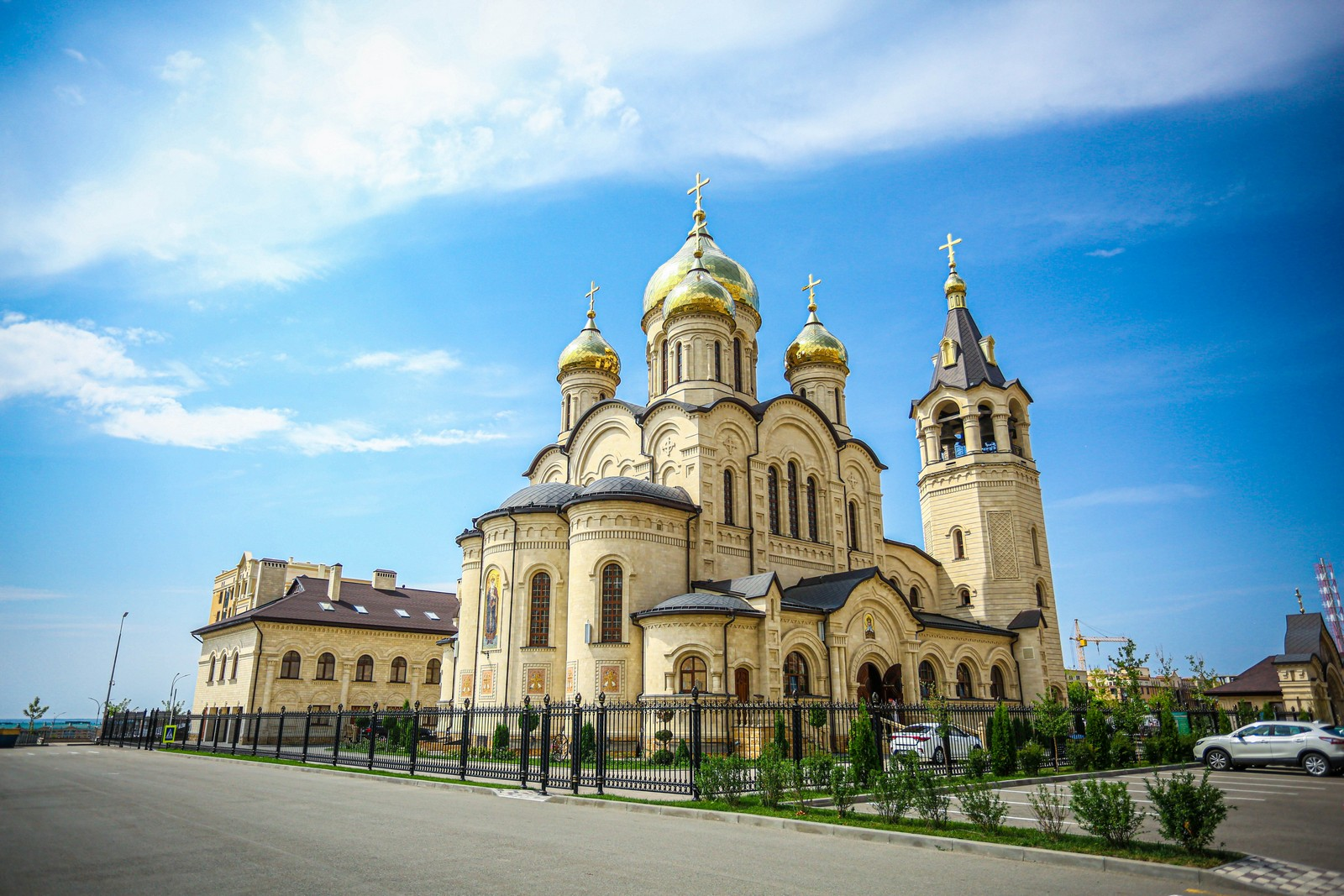
Собор святого Владимира
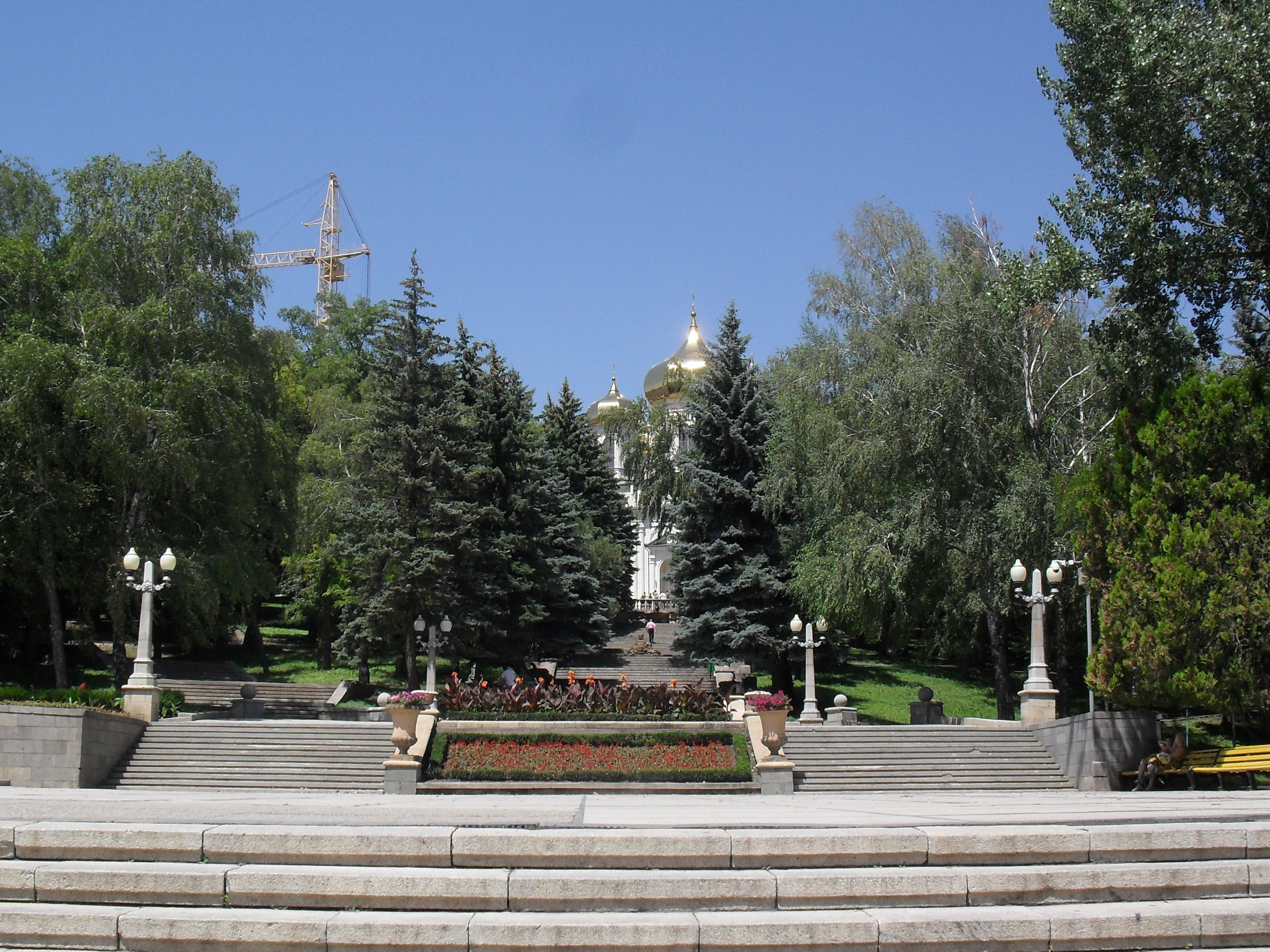
Лестница к храму Казанской иконы Божьей Матери
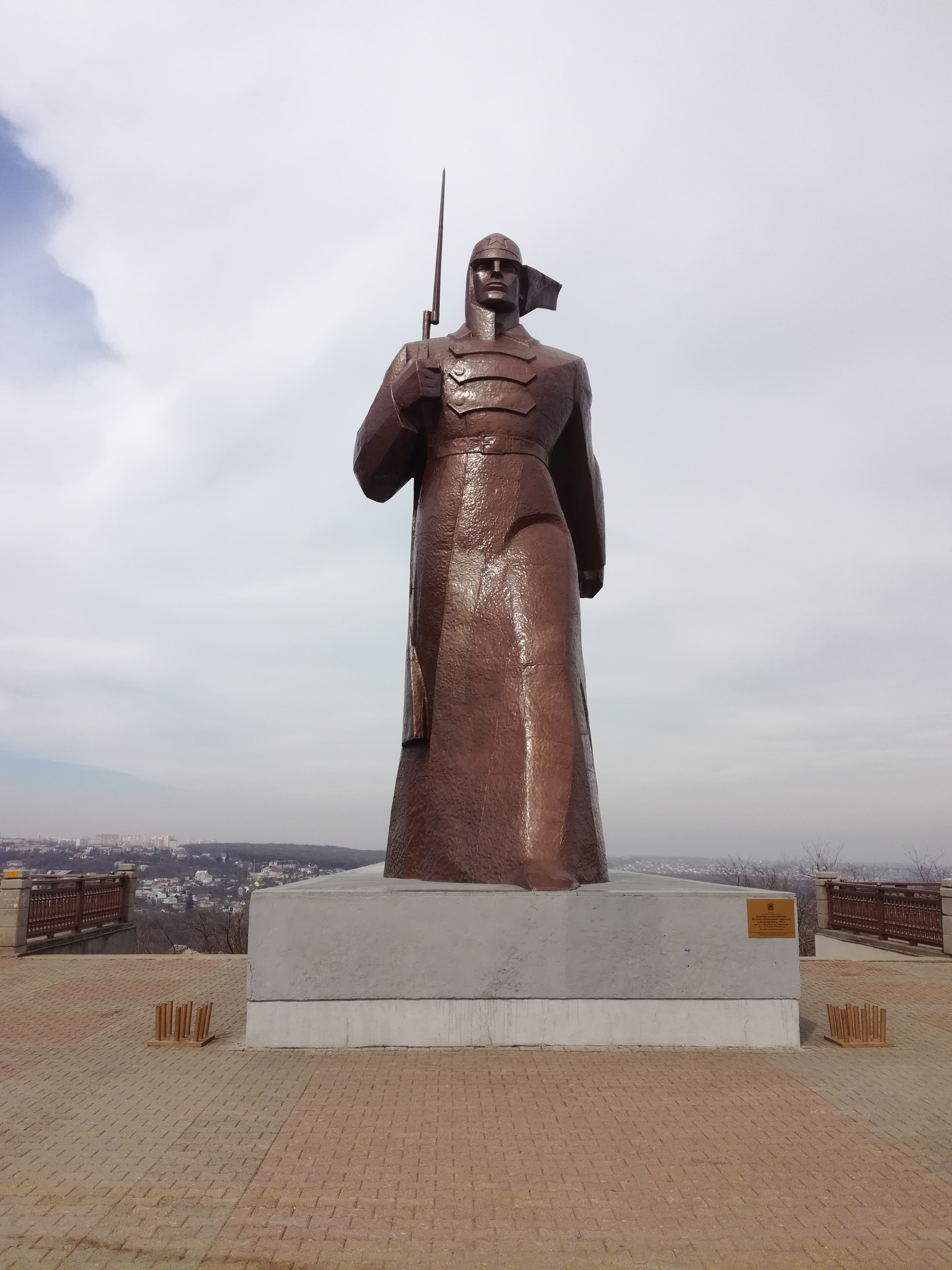
Памятник красноармейцам на Крепостной горе
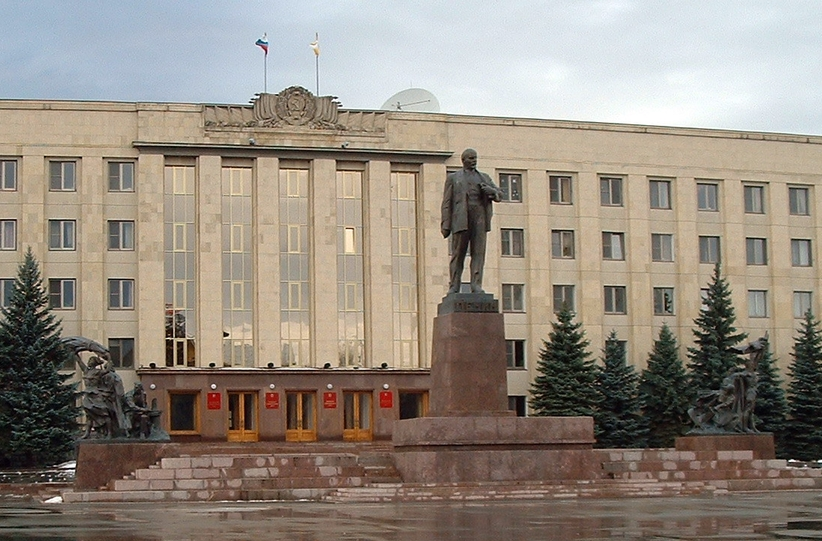
Здание правительства и памятник Ленину
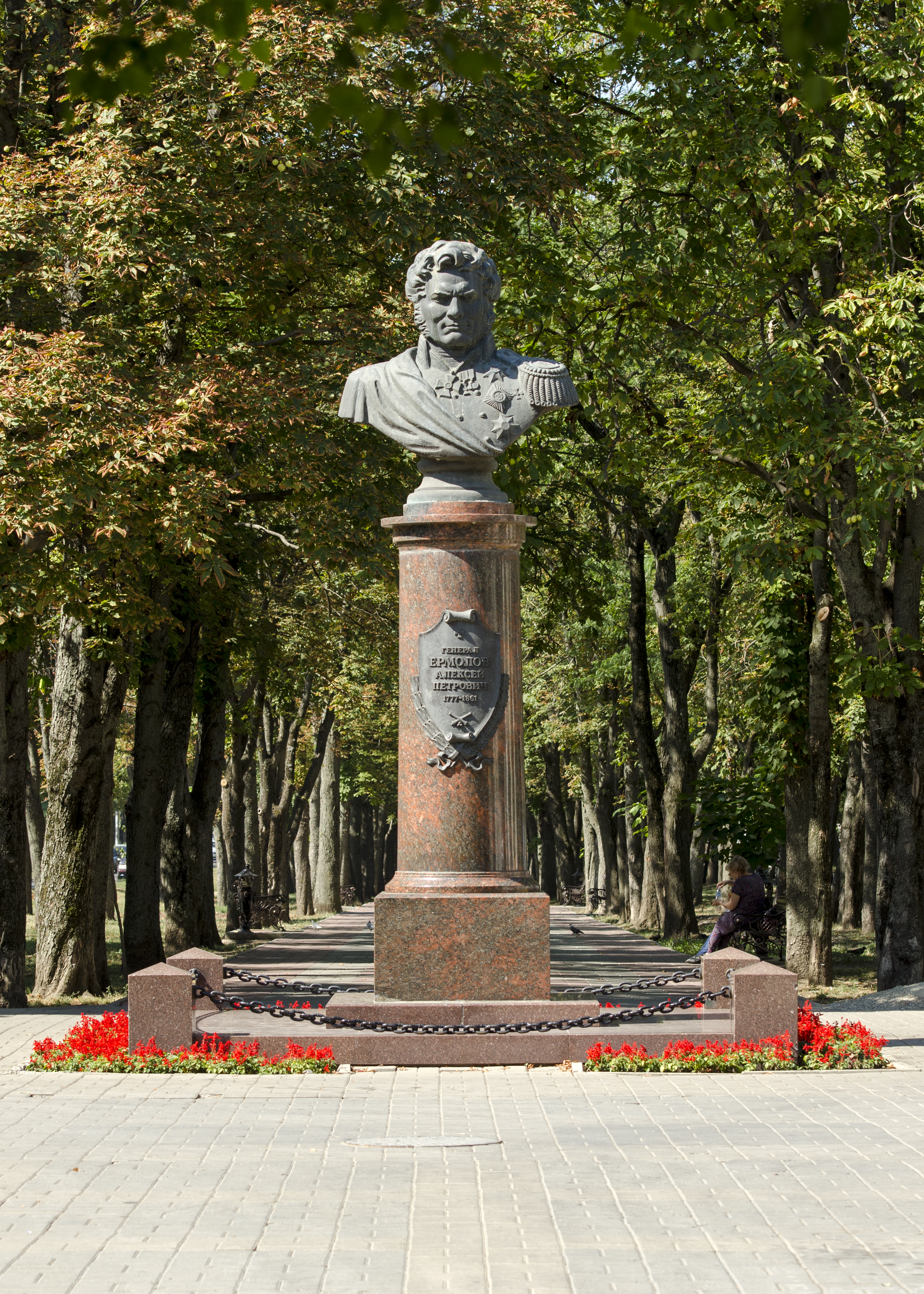
Памятник генералу Ермолову
Памятник Лермонтову
Памятник Александру Пушкину
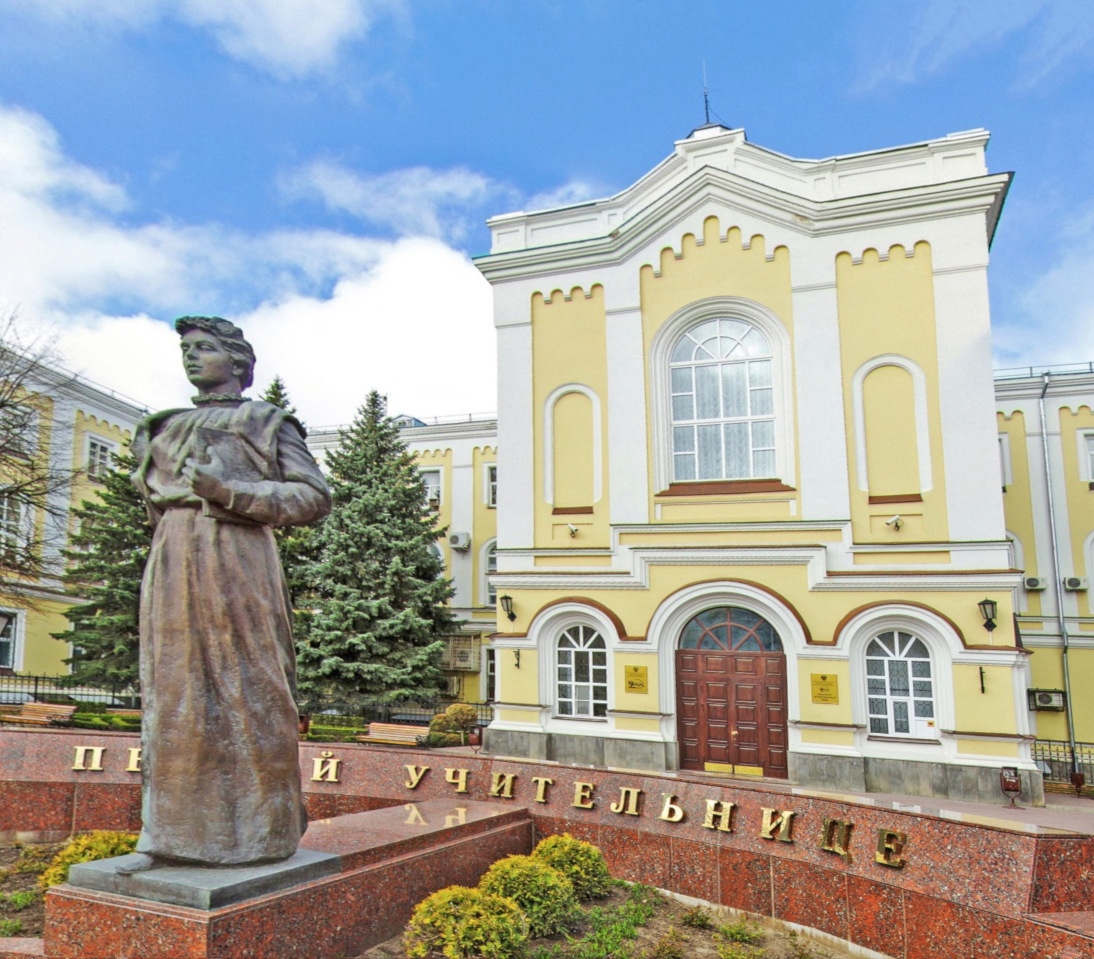
Памятник первой учительнице. Северо-Кавказский федеральный университет